# Papa Francisco
Francisco (em castelhano:  Francisco; em latim: Franciscus), S.J., nascido Jorge Mario Bergoglio; (Buenos Aires, 17 de dezembro de 1936 – Vaticano, 21 de abril de 2025)  foi o 266.º Papa da Igreja Católica, Bispo de Roma e Soberano da Cidade do Vaticano de 13 de março de 2013 até a data de sua morte.
Foi o primeiro Bispo de Roma a ser membro da Companhia de Jesus (Jesuítas), o primeiro nascido nas Américas (ou do chamado Novo Mundo) e no Hemisfério Sul, bem como o primeiro pontífice não nascido na Europa em mais de 1 200 anos (o último havia sido o sírio Gregório III, morto em 741) e o primeiro papa a utilizar o nome de Francisco.
Tornou-se arcebispo de Buenos Aires em 28 de fevereiro de 1998 e foi elevado ao cardinalato em 21 de fevereiro de 2001 — véspera da festa da Cátedra de São Pedro — com o título de Cardeal-presbítero de São Roberto Belarmino, por São João Paulo II. Foi eleito papa em 13 de março de 2013.
Ao longo de sua vida pública, Papa Francisco destacou-se por sua humildade, preocupação com os pobres e compromisso com o diálogo inter-religioso. Francisco teve uma abordagem menos formal ao papado do que seus antecessores, tendo escolhido residir na casa de hóspedes Domus Sanctae Marthae, em vez de nos aposentos papais do Palácio Apostólico usados por papas anteriores. Ele sustentava que a Igreja deveria ser mais aberta e acolhedora. Ele não apoiava o capitalismo definido "selvagem", o marxismo ou as versões marxistas da teologia da libertação. Francisco manteve as visões tradicionais da Igreja em relação ao aborto, casamento, ordenação de mulheres e celibato clerical. Opunha-se ao consumismo e apoiava a ação sobre as mudanças climáticas, foco de seu papado com a promulgação da encíclica Laudato si'.
Na diplomacia internacional, ajudou a restaurar temporariamente as relações diplomáticas completas entre os Estados Unidos e Cuba e apoiou a causa dos refugiados durante as crises migratórias da Europa e da América Central. Desde 2018, foi um oponente vocal do neonacionalismo. Seu papado deu ênfase ao combate de abusos sexuais por membros do clero católico, tornando obrigatórias as denúncias e responsabilizando quem as omite.

## Infância e juventude
Jorge Mario Bergoglio nasceu numa família de imigrantes italianos. O seu pai, Mario Giuseppe Bergoglio, nascido na cidade de Turim (Piemonte) em 2 de abril de 1908 e falecido em 24 de setembro de 1961, era um trabalhador ferroviário. Sua mãe, Regina Maria Sivori, nascida em Buenos Aires, de pais de origem piemontesa e lígure, em 28 de novembro de 1911 e falecida em 8 de janeiro de 1981, era dona de casa. Casaram-se na capital argentina no dia 12 de dezembro de 1935.
Mario Giuseppe também jogava basquetebol no San Lorenzo, um dos cinco grandes do futebol argentino e cujas origens haviam sido impulsionadas por um padre. Jorge tornar-se-ia torcedor sanlorencista, já tendo afirmado que não perdeu nenhum jogo do título argentino de 1946, quando tinha então dez anos. Em carta aos dirigentes do clube que o visitaram uma semana após tornar-se Papa, relembrou: "Tem vindo à minha memória belas recordações, começando desde a minha infância. Segui, aos dez anos, a gloriosa campanha de 1946. Aquele gol de Pontoni!".

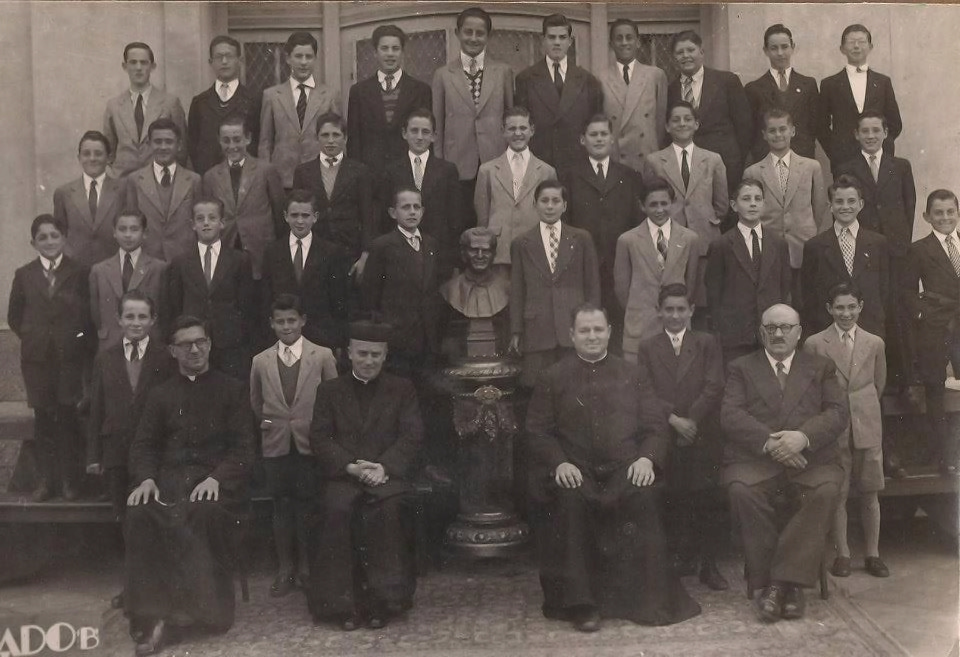
O jovem Jorge Mario (quarto menino em pé, na terceira fileira) no tempo em que estudava no Colégio Salesiano de Buenos Aires

Nascido e criado no bairro de Flores, atual sede do San Lorenzo, o Papa Francisco era o mais velho de cinco filhos, tendo como irmãos: Oscar Adrián Bergoglio (1938–1997), Marta Regina Bergoglio (1940–2007), Alberto Horacio Bergoglio (1942–2010) e Maria Elena Bergoglio, nascida em 1948, sua única irmã viva.
Inicialmente, alguns órgãos de imprensa teriam afirmado que Jorge Bergoglio fez graduação e mestrado em química, na Universidade de Buenos Aires, porém mais tarde se verificou que esta informação era incorreta, tendo ele apenas um diploma técnico em química pela Escuela Técnica Industrial N° 27 Hipólito Yrigoyen. Na juventude, teve uma doença respiratória que numa operação de remoção lhe fez perder um pulmão. Durante a sua adolescência, teve uma namorada, Amalia. Segundo ela, Bergoglio chegou a pedi-la em casamento, tendo ele inclusive afirmado que, do contrário, tornar-se-ia padre.

## Companhia de Jesus
Ingressou no noviciado da Companhia de Jesus em 11 de março de 1958. Fez o juniorado em Santiago, Chile. Graduou-se em Filosofia em 1960, na Universidade Católica de Buenos Aires. Entre os anos 1964 e 1966, ensinou Literatura e Psicologia, no Colégio Imaculada, na Província de Santa Fé, e no Colégio do Salvador, em Buenos Aires. Graduou-se em Teologia em 1969. Recebeu a ordenação presbiteral no dia 13 de dezembro de 1969, pelas mãos de Dom Ramón José Castellano. Emitiu seus últimos votos na Companhia de Jesus em 1973. Em 1973, foi nomeado Mestre de Noviços, no Seminário da Villa Barilari, em San Miguel. No mesmo ano, foi eleito superior provincial dos jesuítas, na Argentina. Em 1980, após o período do provincialato, retornou a San Miguel, para ensinar em uma escola dos jesuítas.
No período de 1980 a 1986 foi reitor da Faculdade de Filosofia e Teologia de San Miguel. Após seu doutorado na Alemanha, foi confessor e diretor espiritual em Córdoba. Francisco falava fluentemente o castelhano (sua língua materna), italiano, relativamente bem francês e alemão, e pouco o inglês, assim como o português e o latim.

## Episcopado

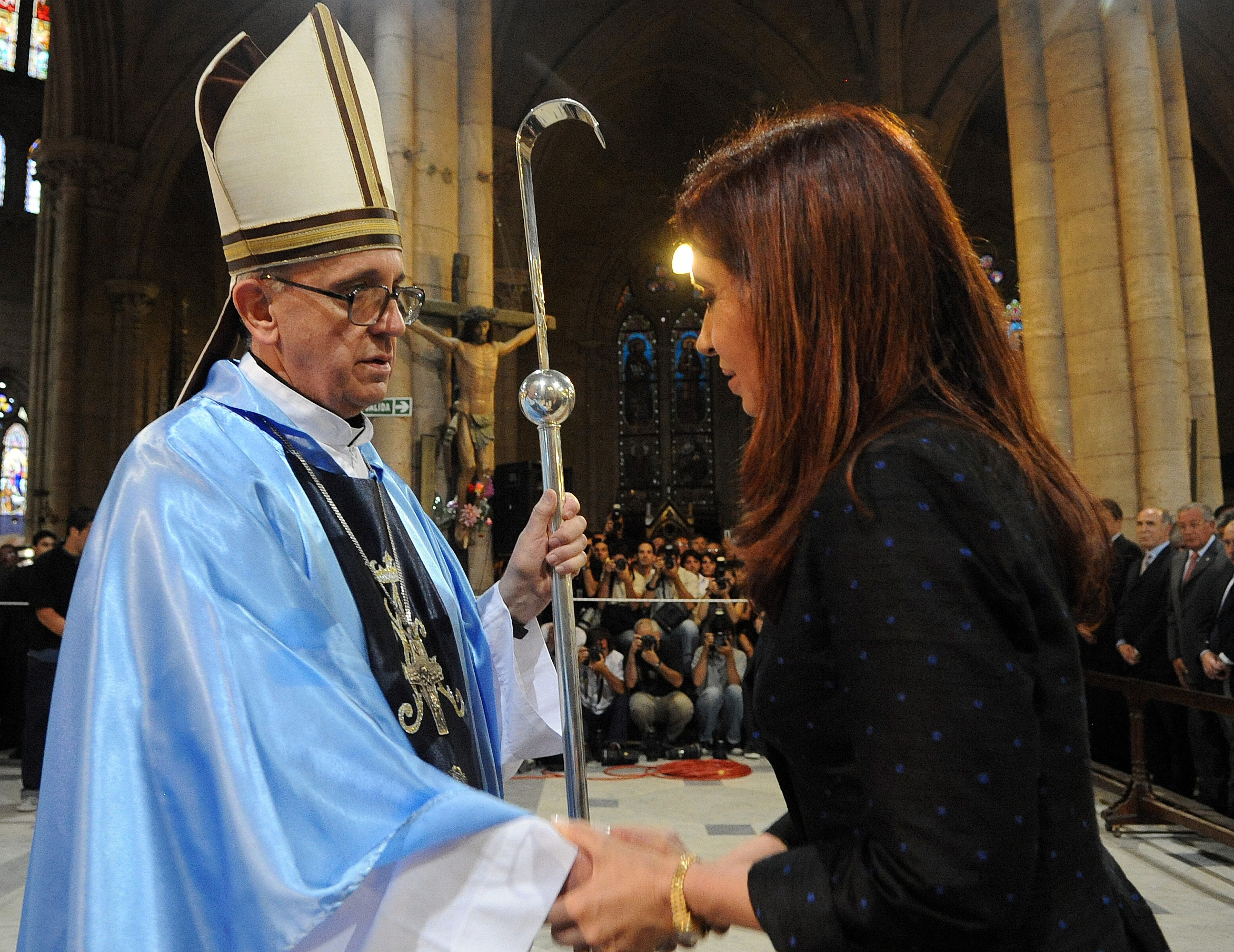
O então cardeal-arcebispo de Buenos Aires, Jorge Bergoglio saúda a presidente da Argentina, Cristina Kirchner, durante missa na Catedral Metropolitana

Em 20 de maio de 1992, o Papa João Paulo II o nomeou bispo auxiliar de Buenos Aires, com a sé titular de Auca (Aucensi). Sua ordenação episcopal deu-se a 27 de junho de 1992, pelas mãos do cardeal Quarracino, de Dom Emilio Ogñénovich e de Dom Ubaldo Calabresi. Em 3 de junho de 1997, foi nomeado arcebispo coadjutor de Buenos Aires. Tornou-se arcebispo metropolitano de Buenos Aires no dia 28 de fevereiro de 1998.
Foi nomeado ordinário para os fiéis de rito oriental sem ordinário próprio, na Argentina, pelo Papa João Paulo II, em 30 de novembro de 1998.

### Cardinalato

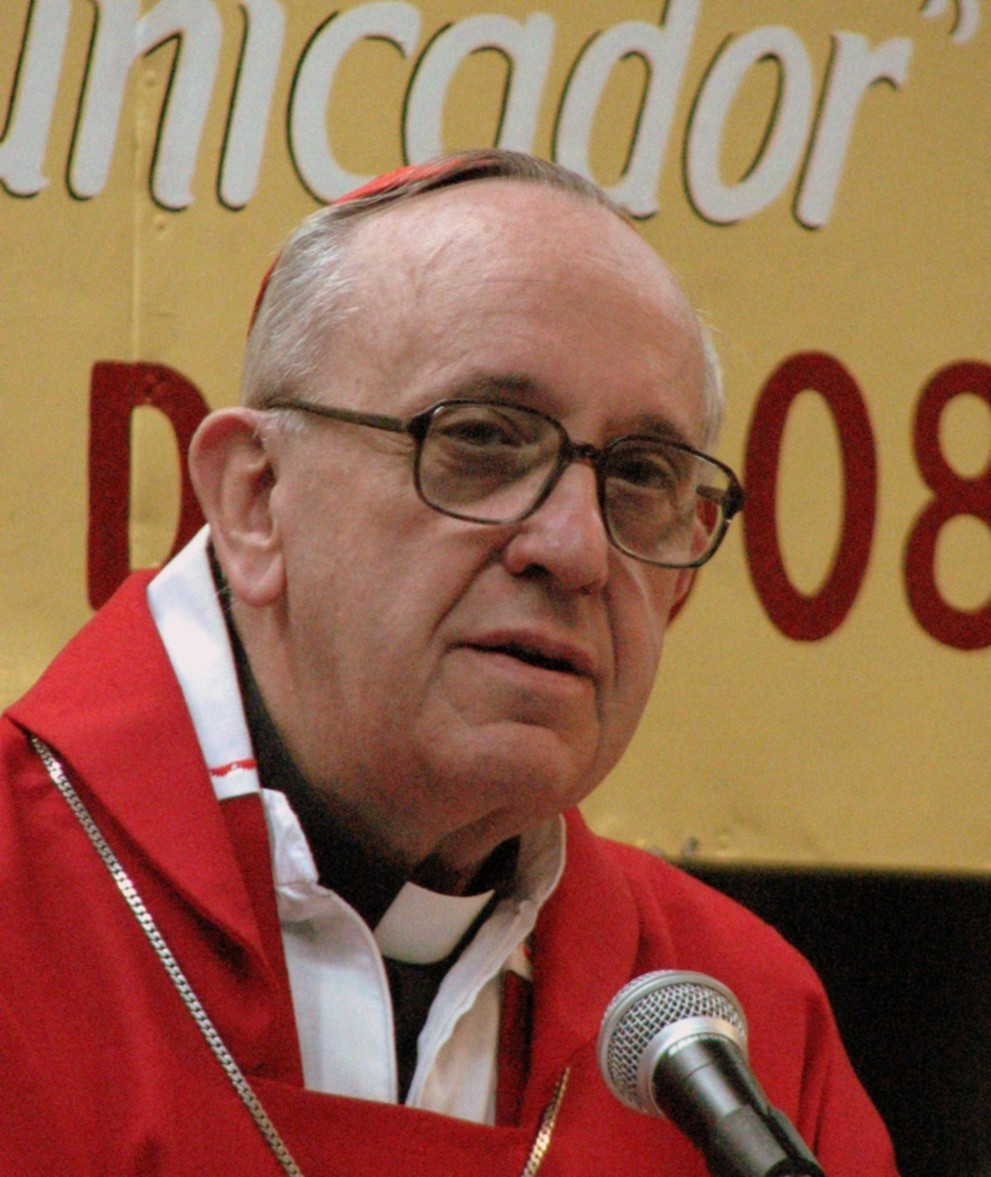
Bergoglio enquanto Cardeal e Arcebispo de Buenos Aires, em 2008

Foi criado cardeal no Consistório Ordinário Público de 2001, ocorrido em 21 de fevereiro de 2001, presidido pelo Papa João Paulo II, recebendo o título de cardeal-presbítero de São Roberto Belarmino. Quando foi nomeado, convenceu centenas de argentinos a não viajarem para Roma. Em vez de irem ao Vaticano celebrar a nomeação, pediu que dessem o dinheiro da viagem aos pobres.
Foi membro dos seguintes dicastérios na Cúria Romana:
- Congregação para o Clero[41][42]
- Congregação para o Culto Divino e Disciplina dos Sacramentos[42][43]
- Congregação para os Institutos de Vida Consagrada e Sociedades de Vida Apostólica[42]
- Pontifícia Comissão para a América Latina[44][45]
- Pontifício Conselho para a Família[46]

## Pontificado

### Eleição

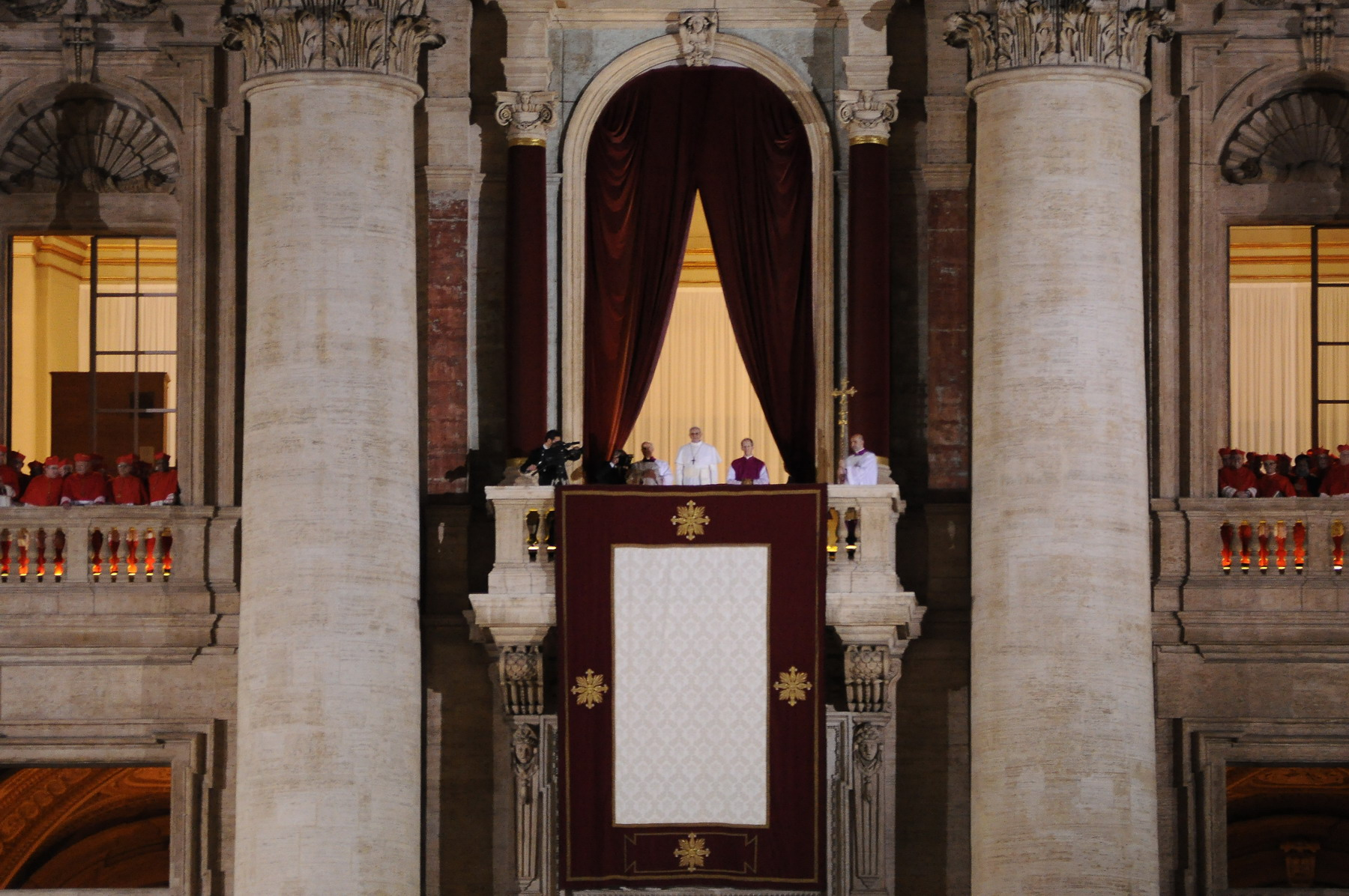
Papa Francisco, recém-eleito, na sua primeira aparição pública, na varanda central da Basílica de São Pedro

O cardeal Bergoglio foi eleito em 13 de março de 2013, no segundo dia do conclave, escolhendo o nome de Francisco. Ele é o primeiro jesuíta a ser eleito Papa, o primeiro Papa do continente americano, do Hemisfério Sul e o primeiro não europeu investido como bispo de Roma em mais de 1 200 anos, desde Papa Gregório III, que nasceu na Síria e governou a Igreja Católica entre 731-741.

O Cardel Bergoglio, Arcebispo de Buenos Aires, encontra-se com o Secretário de Culto e Civilização da Argentina, Noberto Padilla

Quando lhe foi perguntado, na Capela Sistina, se aceitava a escolha, disse: "Eu sou um grande pecador, confiando na misericórdia e paciência de Deus, no sofrimento, aceito". O anúncio (Habemus Papam) foi feito por Jean-Louis Tauran.
O Papa Francisco apareceu ao povo na sacada (ou varanda) central da Basílica de São Pedro por volta das 20 horas e 30 minutos (hora de Roma). Vestindo apenas a batina papal branca, acompanhou a execução da Marcha Pontifical e saudou a multidão com um discurso:
Irmãos e irmãs, boa noite!
Vós sabeis que o dever do Conclave era dar um Bispo a Roma. Parece que os meus irmãos Cardeais tenham ido buscá-lo quase ao fim do mundo… Eis-me aqui! Agradeço-vos o acolhimento: a comunidade diocesana de Roma tem o seu Bispo. Obrigado! E, antes de mais nada, quero fazer uma oração pelo nosso Bispo Emérito Bento XVI. Rezemos todos juntos por ele, para que o Senhor o abençoe e Nossa Senhora o guarde.
O Papa rezou as orações do Pai Nosso, Ave Maria e Glória ao Pai, dedicando-os ao Papa Emérito. Em seguida, completou:
E agora iniciamos este caminho, Bispo e povo... este caminho da Igreja de Roma, que é aquela que preside a todas as Igrejas na caridade. Um caminho de fraternidade, de amor, de confiança entre nós. Rezemos sempre uns pelos outros. Rezemos por todo o mundo, para que haja uma grande fraternidade. Espero que este caminho de Igreja, que hoje começamos e no qual me ajudará o meu Cardeal Vigário, aqui presente, seja frutuoso para a evangelização desta cidade tão bela!
E agora quero dar a bênção, mas antes… antes, peço-vos um favor: antes de o Bispo abençoar o povo, peço-vos que rezeis ao Senhor para que me abençoe a mim; é a oração do povo, pedindo a Bênção para o seu Bispo. Façamos em silêncio esta oração vossa por mim.

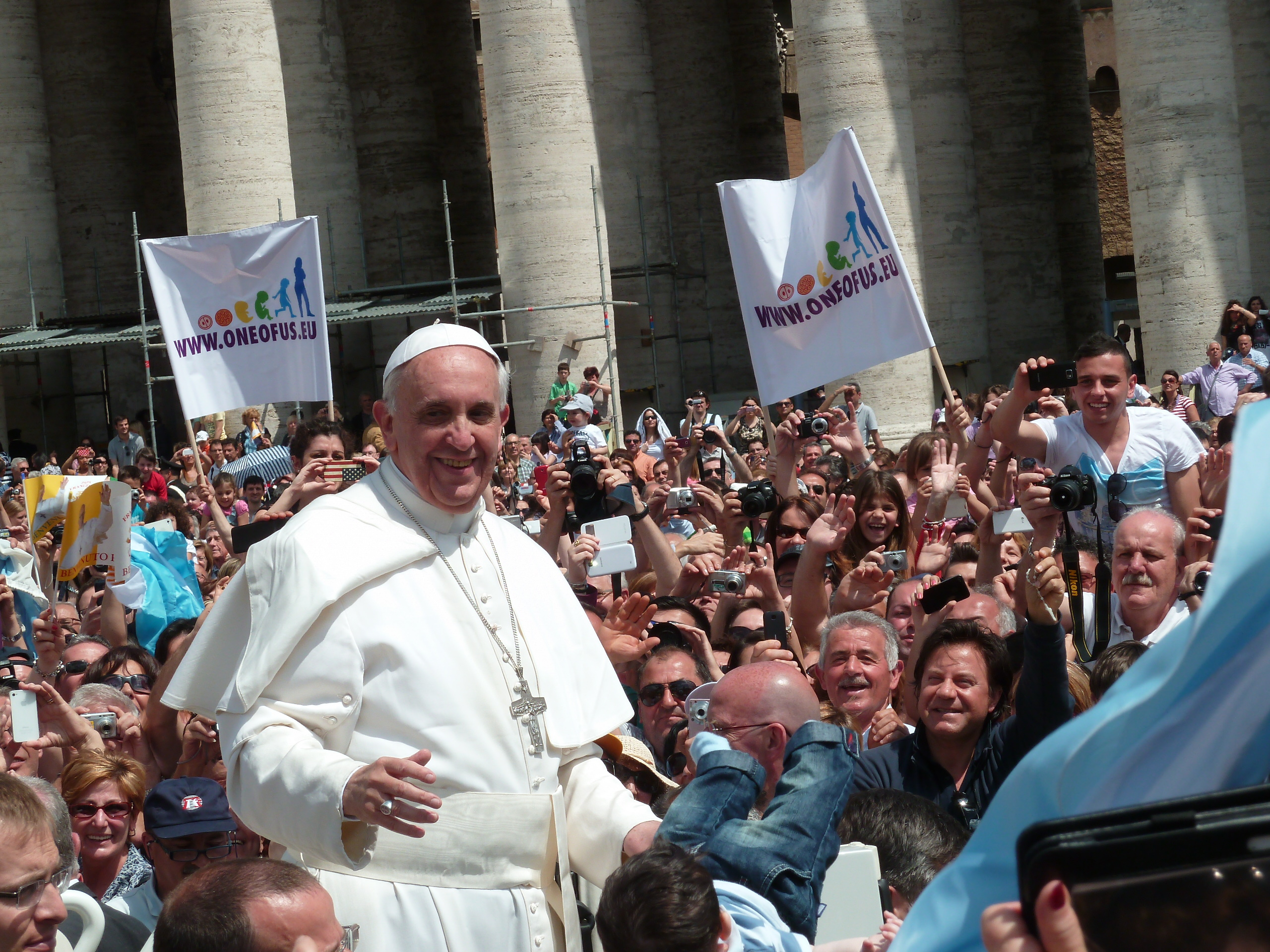
Francisco na Praça de São Pedro, dois meses após sua eleição

O Papa abaixou a cabeça em sinal de oração, e toda a praça silenciou por um momento. Por fim, realizou sua primeira bênção Urbi et Orbi, e despediu-se da multidão dizendo "Boa noite, e bom descanso!".

### Nome papal
Ao ser eleito, o novo pontífice escolheu o nome de Francisco. Segundo o próprio, uma referência a Francisco de Assis fazendo referência à "sua simplicidade e dedicação aos pobres" e motivado pela frase dita por Dom Cláudio Hummes, arcebispo emérito de São Paulo, logo após sua eleição, ainda na Capela Sistina: "Não esqueça dos pobres". Francisco de Assis (1182 — 1226), padroeiro da Itália, foi o fundador da família franciscana.

Alguns não sabiam porque é que o Bispo de Roma queria ser chamado de Francisco. Alguns pensaram em Francisco Xavier,Francisco de Sales, até mesmo Francisco de Assis.(...) imediatamente, em relação aos pobres, pensei em Francisco de Assis. Depois, pensei nas guerras, à medida que o escrutínio prosseguia. E Francisco é o homem da paz. E assim, o nome veio, no meu coração: Francisco de Assis. Para mim, ele é o homem da pobreza, o homem da paz, o homem que ama e cuida da criação; neste momento, também nós temos uma relação não tão boa com a criação, não é verdade? É o homem que nos dá este espírito de paz, o homem pobre... Ah, como eu gostaria de uma Igreja  pobre e para os pobres!
— Entrevista do Papa Francisco aos jornalistas, Vaticano, 16 de março de 2013
O nome do pontífice não será acrescido do ordinal "I" (primeiro) em algarismo romano. Segundo a Santa Sé isso só acontecerá se, um dia, houver um papa Francisco II.

### Encontro com o Papa Emérito
No dia 23 de março de 2013, o Papa Francisco foi recebido para um almoço no Palácio Pontifício de Castel Gandolfo, residência de verão dos papas, por seu antecessor Bento XVI, na época bispo emérito de Roma. O encontro foi o primeiro entre dois papas em, pelo menos, 600 anos.

### Consagração do Estado do Vaticano

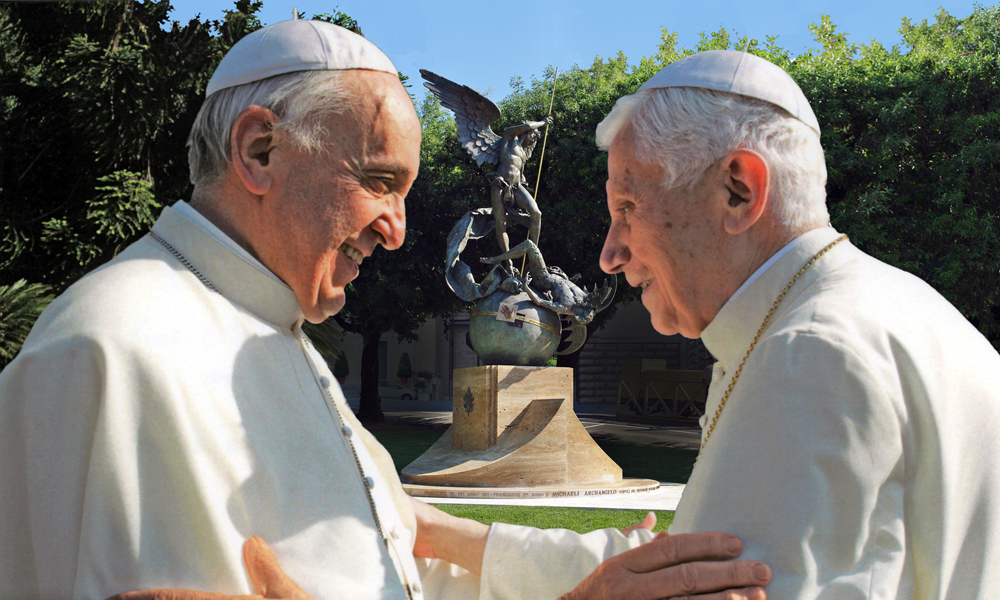
O Papa Francisco se reúne com Bento XVI para inaugurar uma estátua de São Miguel nos Jardins do Vaticano, julho de 2013

Na presença do seu antecessor, o papa emérito Bento XVI, e por ocasião da inauguração de um novo monumento nos jardins do Vaticano, da autoria do artista Giuseppe Antonio Lomuscio, o Papa Francisco consagrou no dia 5 de julho de 2013 o Estado da Cidade do Vaticano a São Miguel Arcanjo e a São José. Durante o ato solene de consagração, o Santo Padre pediu expressamente a São Miguel:
"Vele por esta cidade e pela Sé Apostólica, coração e centro do catolicismo, para que viva na fidelidade ao Evangelho e no exercício da caridade heroica" e implorou "Desmascare as insídias do demônio e do espírito do mundo. Faz-nos vitoriosos contra as tentações de poder, da riqueza e da sensualidade. Seja o baluarte contra todos os tipos de manipulação que ameaça a serenidade da Igreja; seja a sentinela de nossos pensamentos, que livra do assédio da mentalidade mundana; seja nosso paladino espiritual".
Em relação à consagração feita a São José, o Santo Padre proclamou:
"Queridos irmãos e irmãs, consagramos também o Estado da Cidade do Vaticano a São José, custódio de Jesus e da Sagrada Família. Que a sua presença nos torne mais fortes e corajosos em dar espaço a Deus na nossa vida, para vencer sempre o mal com o bem. Sob o seu olhar benevolente e sábio colocamos hoje com confiança renovada, os bispos e sacerdotes, as pessoas consagradas e os fiéis leigos que trabalham e vivem no Vaticano".

### Brasão e lema

Brasão como Cardeal

Brasão do Papa Francisco

Escudo eclesiástico de blau, com um sol radiante e flamejante de jalde carregado do monograma IHS de goles, sobreposta a letra H de uma cruz do mesmo e três cravos de sable postos em pala, sob o monograma – armas da Companhia de Jesus - acompanhado em ponta de uma estrela de oito pontas senestrada de um ramo de flor de nardo, ambos de jalde. O escudo está assente em tarja branca. O conjunto pousado sobre duas chaves decussadas, a primeira de jalde e a segunda de argente, atadas por um cordão de goles, com seus pingentes. Uma mitra papal de argente, com três faixas de jalde. Sob o escudo, um listel de argente com o mote: "Miserando Atqve Eligendo", em letras de sable. Quando são postos suportes, estes são dois anjos de carnação, sustentando cada um, na mão livre, uma cruz trevolada tripla, de jalde.
O escudo obedece às regras heráldicas para os eclesiásticos. Nele estão representadas armas da Companhia de Jesus, a qual pertenceu o pontífice, sendo que a cor blau (azul) simboliza o firmamento e o manto de Maria Santíssima e, heraldicamente, significa: justiça, serenidade, fortaleza, boa fama e nobreza; o sol (radiante de 16 pontas retilíneas e flamejante de dezesseis pontas ondeantes, alternadamente) representa Nosso Senhor Jesus Cristo, o "Sol da Justiça", reforçado pelo monograma de Cristo: IHS (adotado por Santo Inácio em 1541) sobreposto pela cruz, que sendo de goles (vermelho) simboliza: o fogo da caridade inflamada no coração do Soberano Pontífice pelo Divino Espírito Santo, que o inspira diretamente do governo supremo da Igreja, bem como valor e o socorro aos necessitados, que o Vigário de Cristo deve dispensar a todos os homens.
Os cravos, enquanto instrumentos da paixão, lembram a nossa redenção pelo sangue de Cristo e sua cor, sable (preto), representa: sabedoria, ciência, honestidade e firmeza. A estrela, de acordo com a antiga tradição heráldica, simboliza a Virgem Maria, mãe de Cristo e da Igreja; enquanto a flor de nardo simboliza São José, patrono da Igreja Universal, que na tradição da iconografia hispânica, é representado com um ramo de nardo nas mãos. Sendo ambos de jalde, têm o significado heráldico deste metal, já descrito acima. Colocando no seu escudo tais imagens, o Papa pretendeu exprimir a própria particular devoção a Nossa Senhora e ao seu castíssimo esposo. Somadas as três representações, têm-se a homenagem do pontífice à Sagrada Família: Jesus, Maria e José, modelo da família humana que devem ser defendidas pela Igreja.
Os elementos externos do brasão expressam a jurisdição suprema do papa. As duas chaves decussadas, uma de jalde (ouro) e a outra de argente (prata) são símbolos do poder espiritual e do poder temporal. São uma referência do poder máximo do Sucessor de Pedro, relatado no Evangelho de São Mateus, que narra que Nosso Senhor Jesus Cristo disse a Pedro: "Dar-te-ei as chaves do reino dos céus, e tudo o que ligares na terra será ligado no céu, e tudo o que desligares na terra, será desligado no céu" (Mt 16, 19). Por conseguinte, as chaves são o símbolo típico do poder dado por Cristo a São Pedro e aos seus sucessores. A mitra pontifícia usada como timbre, recorda em sua forma e esmalte, a simbologia da tiara, sendo que as três faixas de jalde (ouro) significam os três poderes papais: Ordem, Jurisdição e Magistério, ligados verticalmente entre si no centro para indicar a sua unidade na mesma pessoa.
No listel, o lema "MISERANDO ATQVE ELIGENDO " (Olhando-o com misericórdia o elegeu), foi retirado de uma homilia de São Beda, o Venerável, (Hom. 21; CCL 122, 149-151) que, comenta o evangelho de São Mateus (Mt 9,9), escrevendo "Vidit ergo lesus publicanum et quia miserando atque eligendo vidit, ait illi Sequere me' ("Viu Jesus a um publicano e, olhando-o com misericórdia, o elegeu e lhe disse: siga-me"). Este lema, presente na Liturgia das Horas da festa de São Mateus, é um tributo à Divina Misericórdia, tendo um significado especial e particular na vida e no itinerário espiritual do pontífice.

### Viagens apostólicas

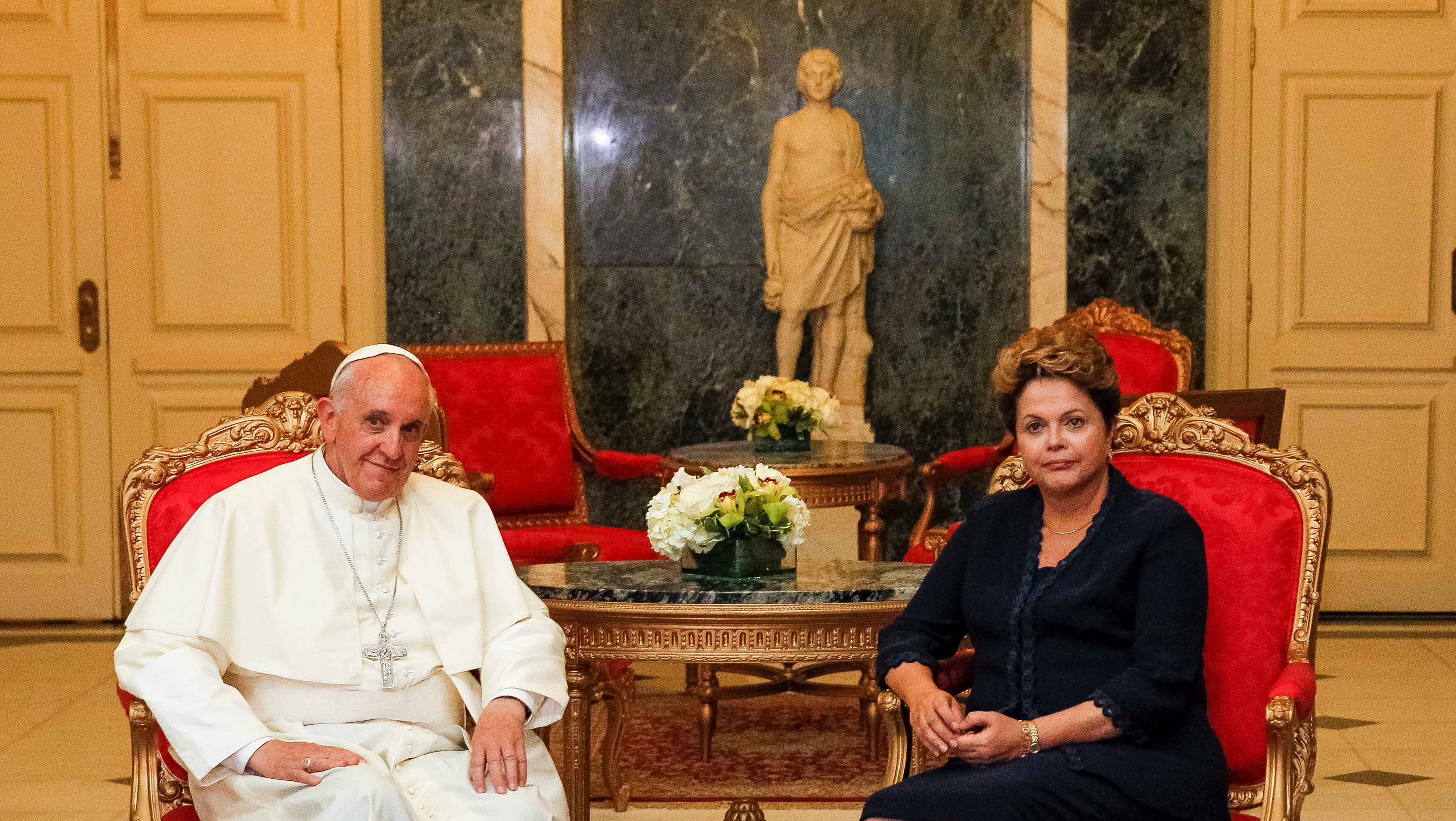
Papa Francisco durante encontro privado com a então presidente do Brasil Dilma Rousseff no Palácio Guanabara, em 2013

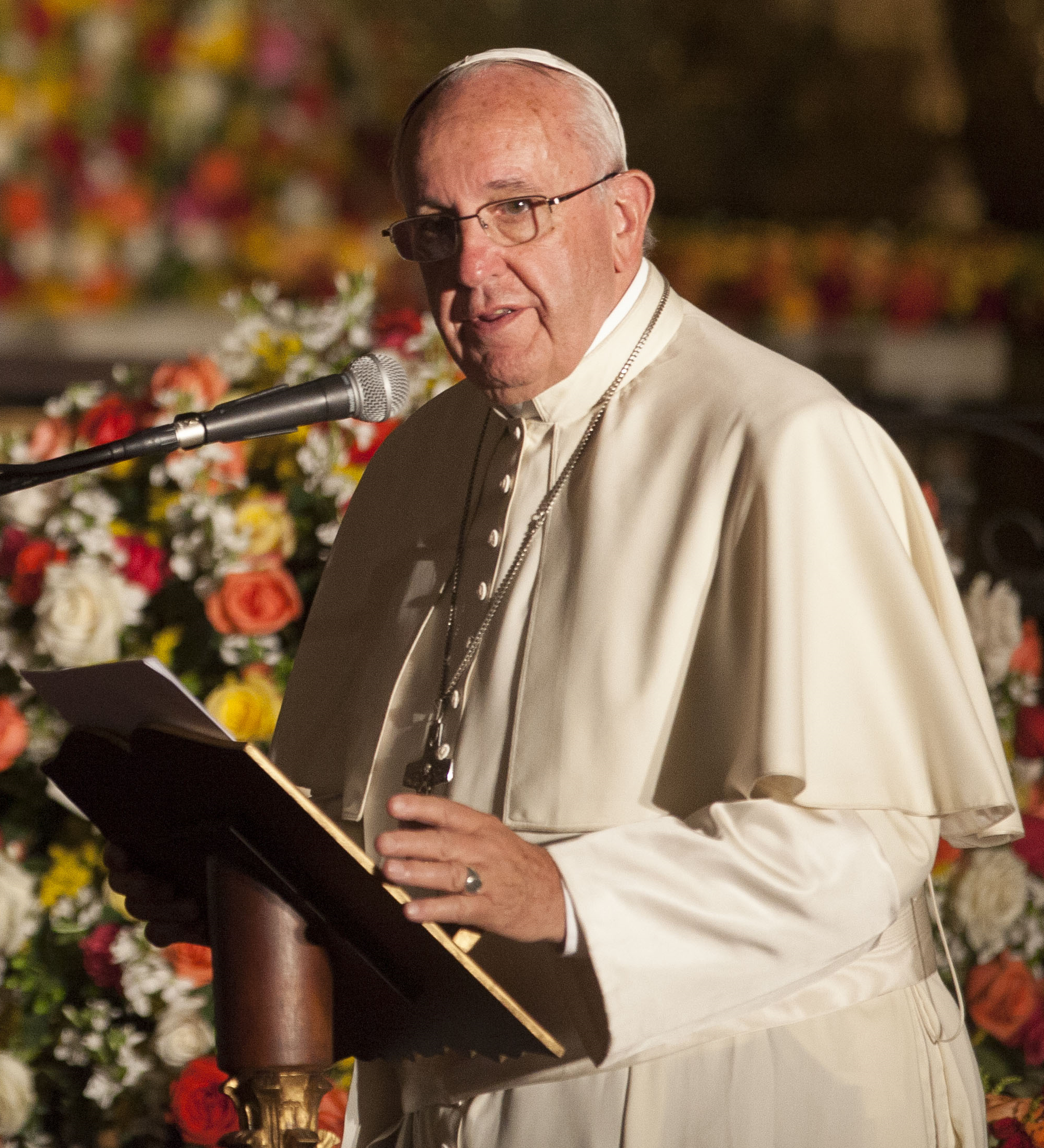
Francisco em Quito, no Equador, em 2015

### Encíclicas
- Lumen fidei (Luz da Fé), assinada em 29 de junho de 2013, publicada em 5 de julho de 2013. Primeira encíclica do seu pontificado, que havia sido iniciada pelo seu antecessor, Bento XVI.[63]
- Laudato si' (Louvado Seja), publicada em 18 de junho de 2015, apela à ação contra o aquecimento global e a degradação do meio ambiente.[64][65]
- Fratelli tutti (Todos irmãos – sobre a fraternidade e a amizade social).[66][67]
- Dilexit nos (Amou-nos - sobre o Amor humano e divino do coração de Jesus).[68]

### Exortações apostólicas
Fonte: Santa Sé.
- Evangelii Gaudium (Alegria do Evangelho), publicada em 24 de novembro de 2013.

Exortação Apostólica sobre o anúncio do Evangelho no mundo atual.
- Amoris laetitia (Alegria do Amor), publicada em 8 de abril de 2016.

Exortação Apostólica sobre a alegria do amor na família.
- Gaudete et exsultate (Alegrai-vos e exultai!), publicada em 19 de março de 2018.

Exortação Apostólica sobre a chamada à santidade no mundo atual.

### Motu próprio
- Carta Apostólica sobre a jurisdição dos órgãos judiciários do Estado da Cidade do Vaticano em matéria penal - 11 de julho de 2013.
- Carta Apostólica sobre a prevenção e combate à lavagem de dinheiro, ao financiamento do terrorismo e à proliferação de armas de destruição de massa - 8 de agosto de 2013.
- Carta Apostólica aprovando o novo Estatuto da Autoridade de Informação Financeira - 15 de novembro de 2013.
- Carta Apostólica Fidelis dispensator et prudens (Administrador fiel e prudente) para a constituição de uma nova estrutura de coordenação para os assuntos econômicos da Santa Sé e do Vaticano - 24 de fevereiro de 2014.
- Carta Apostólica sobre a Transferência da Seção Ordinária da Administração da Sé Apostólica à Secretaria para a Economia - 8 de julho de 2014.
- Carta Apostólica Vos estis lux mundi (Vós sois a luz do mundo)', de 9 de Maio de 2019, sobre a luta contra a pedofilia na Igreja.[72]

Fonte: Santa Sé.

### Ordenações[74]

#### Ordenações presbiterais
- Fabián González Balsa (1994)
- Carlos Alberto Novoa de Agustini, O.F.M.Cap. (1996)
- Gustavo Oscar Carrara (1998)
- Alejandro Daniel Pardo (2006)
- Sergio Iván Dornelles (2007)
- Pedro Bernardo Cannavó (2009)

#### Ordenações episcopais
O Cardeal Jorge Mario Bergoglio foi o principal sagrante dos seguintes arcebispos e bispos:

##### Antes do pontificado
- Horacio Ernesto Benites Astoul † (1999)
- Jorge Rubén Lugones, S.J. (1999)
- Jorge Eduardo Lozano (2000)
- Joaquín Mariano Sucunza (2000)
- José Antonio Gentico † (2001)
- Fernando Carlos Maletti † (2001)
- Andrés Stanovnik, O.F.M.Cap. (2001)
- Mario Aurelio Poli (2002)
- Eduardo Horacio García (2003)
- Adolfo Armando Uriona, F.D.P. (2004)
- Eduardo Maria Taussig (2004)
- Raúl Martín (2006)
- Hugo Manuel Salaberry Goyeneche, S.J. (2006)
- Óscar Vicente Ojea Quintana (2006)
- Hugo Nicolás Barbaro (2008)
- Enrique Eguía Seguí (2008)
- Ariel Edgardo Torrado Mosconi (2008)
- Luis Alberto Fernández Alara (2009)
- Vicente Bokalic Iglic, C.M. (2010)
- Alfredo Horacio Zecca † (2011)

E foi consagrante de:
- Oscar Domingo Sarlinga (2003)
- Luis Mariano Montemayor (2008)

#### Durante o pontificado
- Jean-Marie Antoine Joseph Speich (2013)
- Giampiero Gloder (2013)
- Fernando Vérgez Alzaga, L.C. (2013)
- Fabio Fabene (2014)
- Angelo De Donatis (2015)
- Miguel Ángel Ayuso Guixot, M.C.C.I. (2016)
- Peter Bryan Wells (2016)
- Waldemar Stanisław Sommertag (2018)
- Alfred Xuereb (2018)
- José Avelino Bettencourt (2018)
- Alberto Ricardo Lorenzelli Rossi, S.D.B. (2019)
- Michael Czerny, S.J. (2019)
- Paolo Borgia (2019)
- Antoine Camilleri (2019)
- Paolo Rudelli (2019)
- Guido Marini (2021)
- Andrés Gabriel Ferrada Moreira (2021)

E foi consagrante de:
- Diego Giovanni Ravelli (2023)
- Vincenzo Turturro (2024)

### Cirurgia em 2023 e internação em 2025
O Papa Francisco realizou em julho de 2023 uma cirurgia na parede abdominal, realizada no Hospital Gemelli, em Roma. A equipe médica decidiu realizar uma laparotomia e cirurgia plástica sob anestesia geral da parede abdominal com implantes. A operação foi realizada sem complicações e durou cerca de três horas.
Em fevereiro de 2025, Francisco deu entrada no Hospital Gemelli em Roma devido a bronquite. Ele permaneceu internado por mais de um mês após desenvolver uma infecção polimicrobiana do trato respiratório e pneumonia bilateral. O Vatican News descreveu sua condição como crítica e relatou que ele recebeu transfusões de sangue e oxigênio de alto fluxo. Eventualmente, Francisco foi colocado em ventilação mecânica por vários dias e sofreu dois episódios de "insuficiência respiratória aguda". Após a melhora da infecção, ele recebeu alta do hospital em 23 de março, imediatamente após abençoar uma multidão de sua varanda. Esperava-se que ele passasse pelo menos dois meses se recuperando em sua casa na Domus Sanctae Marthae, na Cidade do Vaticano, mantendo um horário de trabalho reduzido. Ele apareceu em público pela primeira vez desde sua hospitalização em 6 de abril.

## Morte

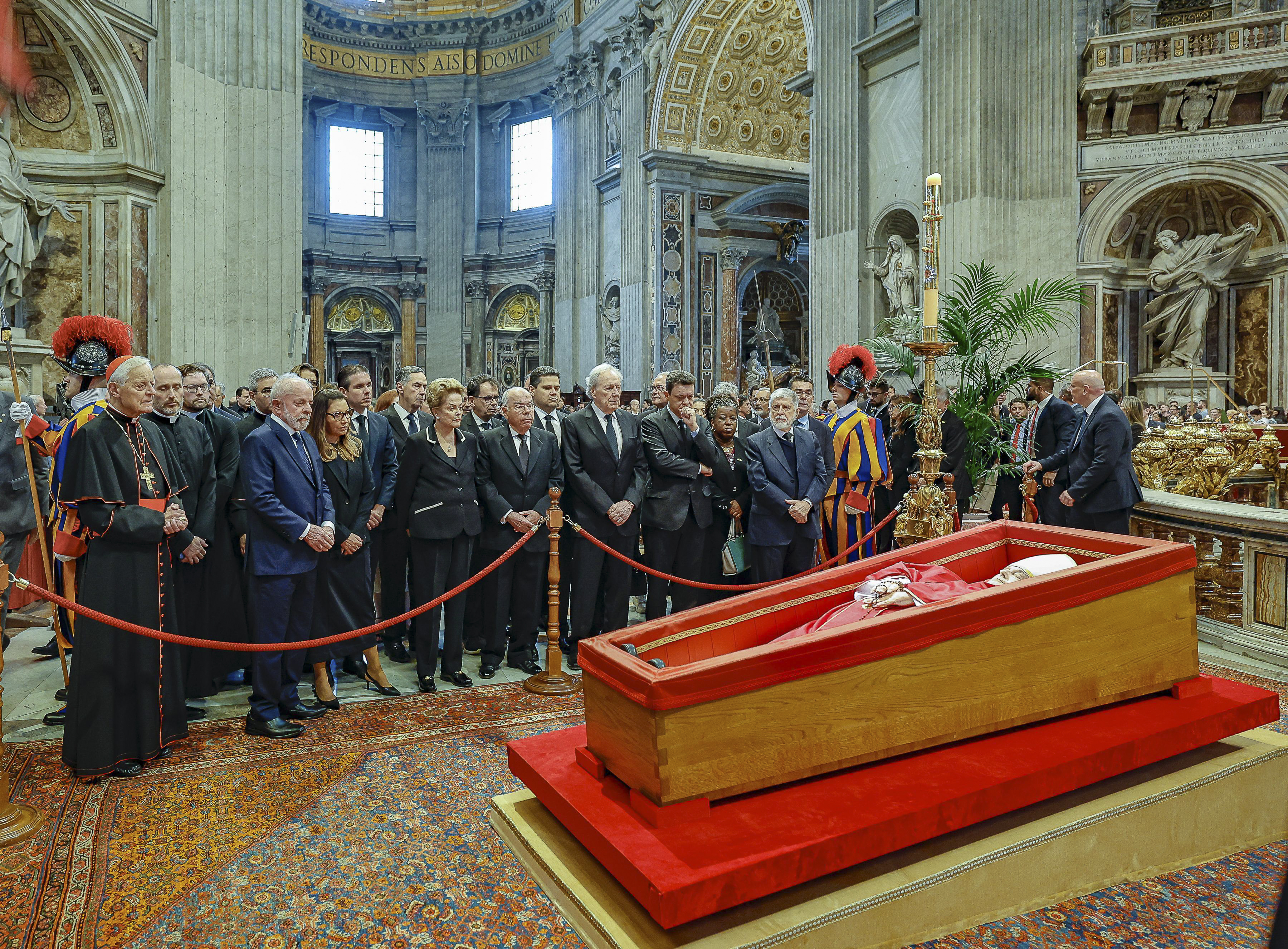
O Presidente da República, Luiz Inácio Lula da Silva, durante velório do Papa Francisco

A última aparição pública de Francisco foi na Praça de São Pedro, na Cidade do Vaticano, no domingo de Páscoa, 20 de abril de 2025, onde fez seu último discurso de Páscoa e pediu um cessar-fogo em Gaza. Ele morreu às 07:35 hora local (UTC+02:00) na segunda-feira de Páscoa, 21 de abril de 2025, aos 88 anos, em sua residência na Casa Santa Marta. Sua morte, anunciada pelo cardeal Kevin Farrell através de uma declaração em vídeo pelo Vatican News, foi causada por um derrame cerebral, que levou ao coma e a um colapso cardiocirculatório irreversível.
A morte do papa deu início ao interregno papal e a um período de nove dias de luto conhecido como novemdiales ("nove dias" em latim). Seu funeral ocorreu em 26 de abril de 2025. Os cardeais eleitores chegaram a Roma para comparecer à congregação de cardeais e decidiram que 7 de maio de 2025 seria o início do conclave definido para eleger o sucessor de Francisco. Em 8 de maio, Robert Francis Prevost, que foi feito cardeal por Francisco em 2023, foi eleito Papa Leão XIV.

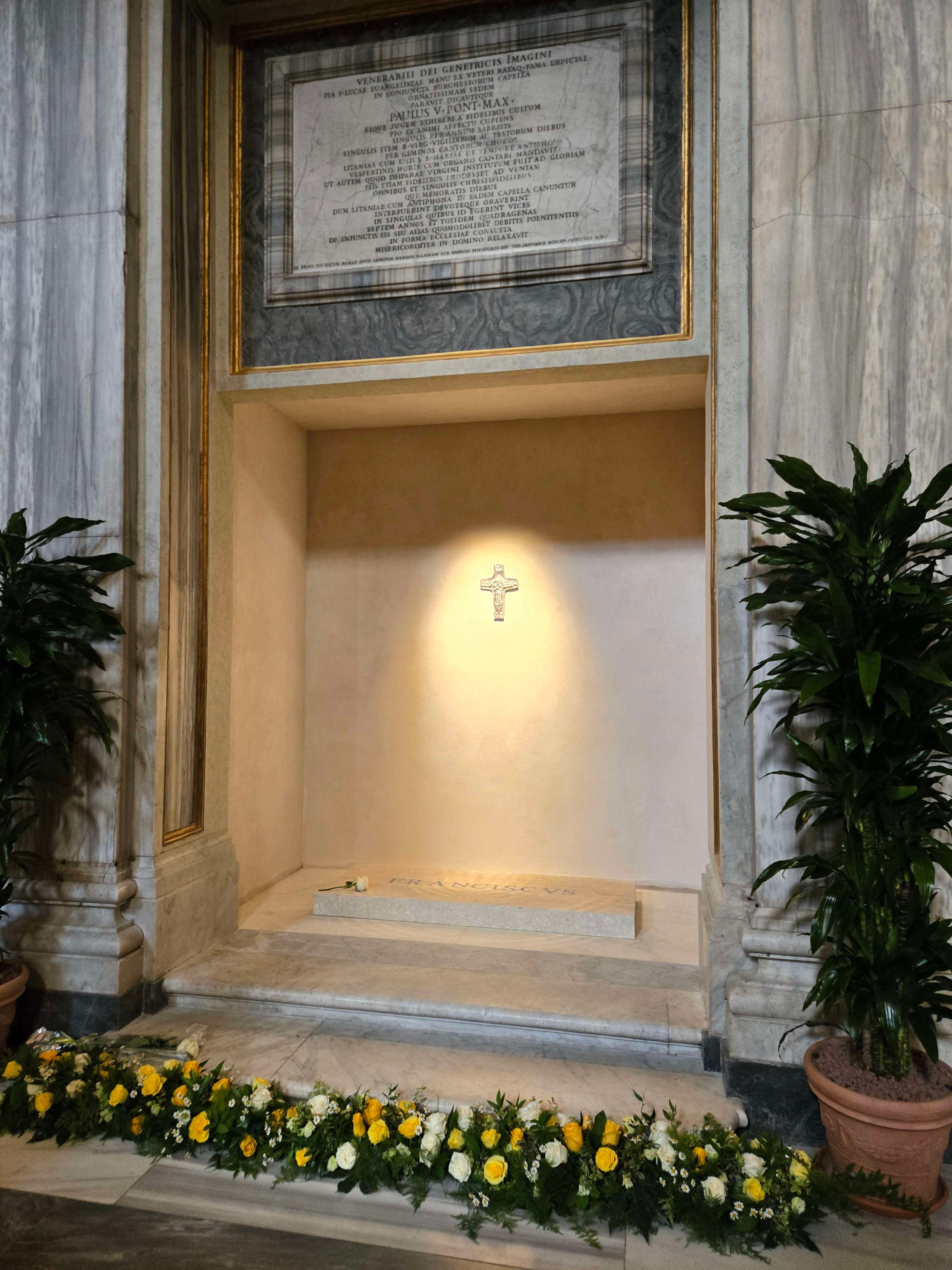
Tumba de Francisco na Basílica de Santa Maria Maior

O testamento espiritual de Francisco, datado de 29 de junho de 2022 e divulgado pelo Vaticano no dia de sua morte, repetiu seu desejo de ser sepultado na Basílica de Santa Maria Maior, em Roma. Após sua morte, ele foi sepultado ali, de acordo com seu testamento, tornando-se o primeiro papa a ser sepultado na Basílica de Santa Maria Maior desde Clemente IX, no ano 1669. Seu testamento termina assim:

"Que o Senhor dê a merecida recompensa àqueles que me quiseram bem e que continuarão a rezar por mim. O sofrimento que esteve presente na última parte de minha vida eu o ofereço ao Senhor pela paz no mundo e pela fraternidade entre os povos."

## Posicionamentos
Foi ligado a setores católicos conservadores na Argentina no que se refere à teologia católica, como o movimento de leigos Comunhão e Libertação, contrário ao aborto, à eutanásia e ao casamento entre pessoas do mesmo sexo. Todavia, apresentou durante os anos de episcopado um forte impulso simplificador e modernizante no que se refere à prática e vida pastoral, em especial na administração arquidiocesana de Buenos Aires.
Evitava aparições na mídia e possuía hábitos simples. Utilizava o transporte coletivo e não frequentava restaurantes. Apreciava música clássica, literatura e foi associado e torcedor do clube de futebol San Lorenzo de Almagro.

### Diálogos com a juventude
Em 2015, o grupo de rock progressivo Le Orme lançou, em conjunto com o Papa, um álbum musical com hinos sagrados, falas e rezas do Papa chamado Wake Up!, sendo que esta relação com o rock teve precedente na época do Papa Bento XVI quando se organizou em 2007 um musical de hard rock baseado na obra Divina Comédia de Dante Alighieri. Sua conta no Twitter ultrapassou quinze milhões de seguidores em agosto de 2014, sendo que a conta está escrita em nove idiomas.

### Diálogo com o Islão
Em 2019, durante uma visita aos Emirados Árabes Unidos, o Papa encontrou-se com Ahmed Al-Tayeb, Grande Imã de Al-Azhar, em Abu Dhabi. A 4 de fevereiro, assinaram ali em conjunto o Documento sobre a Fraternidade Humana, apesar do pensamento de Ahmed Al-Tayeb se encontrar bastante afastado de vários pontos fundamentais do documento. Em novembro do mesmo ano, reuniram-se novamente no Vaticano para discutir a forma de alcançar os objetivos do documento. O Papa inspirou-se neste texto para redigir a sua encíclica Fratelli tutti. Mais tarde, o Documento sobre a Fraternidade Humana levou à resolução das Nações Unidas que declarou o dia 4 de fevereiro como Dia Internacional da Fraternidade Humana.

### Tradicionalismo

O Papa Francisco toca em uma imagem de Nossa Senhora de Fátima depois de rezar na sua presença, na celebração do dia 13 de maio de 2015, no Vaticano

Embora não seja conhecida especial ligação a nenhum movimento tradicionalista dentro da Igreja Católica, quando era Arcebispo de Buenos Aires, Dom Bergoglio foi um dos primeiros a aplicar as disposições do Motu Proprio Summorum Pontificum, no qual o Papa Bento XVI concede a todo e qualquer padre a faculdade de celebrar a missa no rito tridentino. Dois dias depois da promulgação do Motu Proprio, Dom Bergoglio concedeu uma capela para a celebração da missa tridentina. Fontes tradicionalistas, porém, alegam que o capelão nomeado por Bergoglio para celebrar a Missa tridentina, uma vez por mês, introduzia, com o conhecimento do arcebispo, mudanças na celebração da missa tridentina, que o aproximavam da forma ordinária do Rito Romano, concluindo assim que a aplicação da Summorum Pontificum na arquidiocese de Buenos Aires, de facto, não existiu.
As mesmas fontes, ligadas ao tradicionalismo na Argentina, afirmam ainda que, enquanto arcebispo de Buenos Aires, Bergoglio teve uma ação inibidora da Missa tridentina, alegadamente proibindo padres de a celebrar. Criticam ainda as suas ações ecuménicas e acusam-no de perseguir os padres que apresentassem um pendor mais tradicionalista, por exemplo, na forma de vestir.

### Bioética
O cardeal Bergoglio convidou os seus clérigos e os leigos para que se opusessem ao aborto e à eutanásia. Na conclusão da missa do dia 12 de maio de 2013 na praça de São Pedro quando canonizou os Mártires de Otranto e duas religiosas latino-americanas, o Papa Francisco disse que é importante manter viva a atenção ao respeito pela vida humana desde o momento da concepção. Na ocasião declarou apoio expresso à iniciativa europeia Um de nós, para garantir a tutela jurídica do embrião, e lembrou que "um momento especial para quantos fazem questão de defender a sacralidade da vida humana será o "Dia da Evangelium vitae, que terá lugar no Vaticano, no contexto do Ano da Fé, a 15 e 16 de junho de 2013.", afirmou. Papa Francisco reafirma ainda a condenação de práticas contraceptivas artificiais. Em sua exortação apostólica Amoris Laetitia, o Pontífice explica:
83 - Neste contexto, não posso deixar de afirmar que, se a família é o santuário da vida, o lugar onde a vida é gerada e cuidada, constitui uma contradição lancinante fazer dela o lugar onde a vida é negada e destruída. É tão grande o valor duma vida humana e inalienável o direito à vida do bebé inocente que cresce no ventre de sua mãe, que de modo nenhum se pode afirmar como um direito sobre o próprio corpo a possibilidade de tomar decisões sobre esta vida que é fim em si mesma e nunca poderá ser objecto de domínio doutro ser humano.
Em diversas ocasiões, Francisco comparou a utilização do recurso ao aborto como solução para problemas à contratação de assassinos de aluguel.

### Relações homoafetivas
O pontífice é coerente com o Magistério da Igreja Católica com relação à homossexualidade: as práticas realizadas são consideradas intrinsecamente desordenadas, mas os homossexuais devem sempre ser respeitados, devendo procurar a castidade. De tal forma, enquanto Bispo de Buenos Aires, opôs-se fortemente à legislação argentina que permite o casamento entre pessoas do mesmo sexo, tendo declarado à época que: "se o projeto de lei que prevê às pessoas do mesmo sexo a possibilidade de se unirem civilmente e adotarem também crianças vier a ser aprovado, poderia ter efeitos seriamente danosos sobre a família". Já como Papa, naquela que foi considerada por alguns meios de comunicação como a mais ousada declaração de um pontífice sobre o assunto, Francisco limitou-se a demonstrar um sentimento de acolhida ao homossexuais, dizendo que "não devem ser marginalizados, mas integrados à sociedade", em coerência com o proposto pelo Catecismo da Igreja Católica (1992):
Devem ser acolhidos com respeito, compaixão e delicadeza. Evitar-se-á, em relação a eles, qualquer sinal de discriminação injusta. Estas pessoas são chamadas a realizar na sua vida a vontade de Deus e, se forem cristãs, a unir ao sacrifício da cruz do Senhor as dificuldades que podem encontrar devido à sua condição— Catecismo da Igreja Católica # 2358.
Em 2013, em entrevista durante o voo de retorno depois de ter participado da Jornada Mundial da Juventude, ocorrida no Brasil, Francisco declarou:
Se uma pessoa é gay e procura o Senhor e tem boa vontade, quem sou eu para a julgar? O Catecismo da Igreja Católica explica isso de forma muito bela, dizendo – esperem um pouco… como diz... -: «Não se devem marginalizar estas pessoas por isso, devem ser integradas na sociedade.
Em outubro de 2020, vários veículos de comunicação publicaram que Francisco havia declarado ser favorável à união civil entre pessoas do mesmo sexo, em uma participação no documentário Francesco, de Evgeny Afineevsky, mas não ao casamento homossexual. Posteriormente, outros veículos de comunicação esclareceram que a suposta declaração na verdade é fruto de um excesso de edições em uma fala mais longa do Pontífice, e que sem as edições o sentido de suas palavras dirigiam-se a casos de proteção de direitos da pessoa homossexual como filho ou como irmão, e não a algum tipo de união civil. Essa afirmação vai de encontro ao publicado pelo Pontífice em 2016, na sua exortação apostólica sobre a família Amoris Laetitia.
Com os Padres sinodais, examinei a situação das famílias que vivem a experiência de ter no seu seio pessoas com tendência homossexual, experiência não fácil nem para os pais nem para os filhos. Por isso desejo, antes de mais nada, reafirmar que cada pessoa, independentemente da própria orientação sexual, deve ser respeitada na sua dignidade e acolhida com respeito, procurando evitar «qualquer sinal de discriminação injusta» e particularmente toda a forma de agressão e violência. Às famílias, por sua vez, deve-se assegurar um respeitoso acompanhamento, para que quantos manifestam a tendência homossexual possam dispor dos auxílios necessários para compreender e realizar plenamente a vontade de Deus na sua vida.

No decurso dos debates sobre a dignidade e a missão da família, os Padres sinodais anotaram, quanto aos projetos de equiparação ao matrimónio das uniões entre pessoas homossexuais, que não existe fundamento algum para assimilar ou estabelecer analogias, nem sequer remotas, entre as uniões homossexuais e o desígnio de Deus sobre o matrimónio e a família.
Em um documento do Vaticano publicado em 15 de março de 2021, e aprovado pelo papa Francisco, a Igreja Católica se posicionou oficialmente contra a concessão de bênção para a união homossexual, por ser um "ato contrário aos desígnios sagrados", nos quais se embasa o catolicismo. Afirma ainda que, mesmo havendo movimentos favoráveis à bênção da Igreja para uniões homossexuais, motivados por uma "sincera vontade de acolhê-los", ela está vinculada aos sacramentos, e não é lícito concedê-la. Entretanto, segundo o mesmo Vaticano, "a Igreja recorda que Deus mesmo não deixa de abençoar cada um de seus filhos peregrinos neste mundo, porque para Ele «somos mais importantes que todos os pecados que podemos cometer»." O documento foi publicado pela Congregação para a Doutrina da Fé, sendo aprovado pelo papa durante reunião com o arcebispo Giacomo Morandi, secretário da Congregação.
Em outubro de 2023, o Papa Francisco aprovou Fiducia supplicans, declaração que permitiu aos padres católicos abençoarem casais do mesmo sexo, casais heterossexuais não casados e casais divorciados civilmente recasados. Poucos meses depois, em abril de 2024, foi aprovada a declaração Dignitas infinita, em que as cirurgias de redesignação sexual e a teoria de gênero são classificadas como graves violações à dignidade humana, constituindo "tentação de se passar por Deus".

### Justiça social

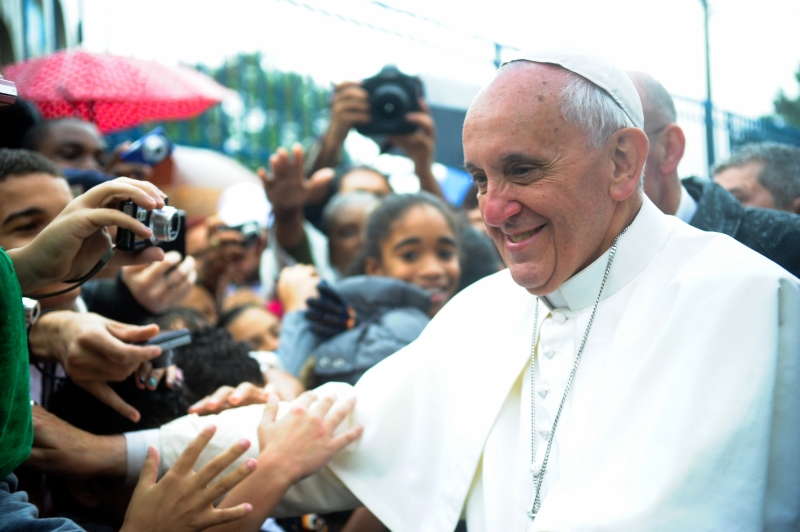
Francisco em uma das favelas do Complexo de Manguinhos, no Rio de Janeiro, Brasil, durante a Jornada Mundial da Juventude de 2013

É conhecido por sua postura a favor da justiça social, tendo dito em 2007 que: "Vivemos na região mais desigual do mundo, a que mais cresceu e a que menos reduziu a miséria. A distribuição injusta de bens persiste, criando uma situação de pecado social que grita aos céus e limita as possibilidades de vida mais plena para muitos de nossos irmãos". Além disso, tal como Francisco de Assis lavava os pés dos leprosos, o Cardeal Bergoglio ganhou notoriedade em 2001 ao lavar os pés de 12 doentes de Aids em visita a um hospital.

### Relações com o governo argentino
Bergoglio, então cardeal, foi denunciado em 2005 por supostas conexões com o sequestro, pela ditadura argentina, dos padres jesuítas Orlando Virgilio Yorio e Francisco Jalics, em 23 de maio de 1976, quando trabalhavam sob o comando de Bergoglio. A denúncia teve por base artigos jornalísticos e o livro Igreja e Ditadura, escrito por Emilio Mignone, fundador do Centro de Estudos Legais e Sociais (CELS). Além do trabalho de pesquisa de Mignone, também o livro El Silencio de Horacio Verbitsky, membro do grupo guerrilheiro de extrema-esquerda Montoneros, faz referência a supostas ligações com a ditadura. No capítulo "As Duas Faces do Cardeal", Verbitsky explora o eventual papel de agente duplo desempenhado por Bergoglio junto à ditadura argentina. Segundo o autor do livro, que alega ter acesso a documentos do Ministério das Relações Exteriores e do Culto da Argentina, Bergoglio "vai à Chancelaria, pede um trâmite em favor do sacerdote (Jalics), mas, por baixo do pano, diz para não o concederem porque se trata de um subversivo". Bergoglio também foi acusado de não contribuir com as investigações sobre o desaparecimento de cidadãos argentinos, incluindo bebês, durante a ditadura, período em que dirigia a ordem jesuíta da Argentina.

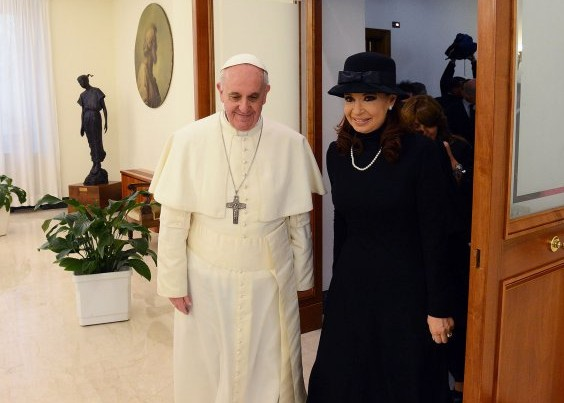
Francisco com a presidente argentina Cristina Kirchner no Vaticano, março de 2013

Porém, todas essas denúncias foram desmentidas por pessoas envolvidas direta ou indiretamente nos fatos. O próprio Francisco Jalics desmentiu de forma categórica as insinuações, numa declaração sua publicada no site da ordem jesuíta alemã: "O missionário Orlando Yorio e eu mesmo não fomos denunciados pelo padre Bergoglio".
Sergio Rubin, o seu biógrafo autorizado, relatou que Bergoglio, após a prisão dos dois sacerdotes, trabalhou nos bastidores para a sua libertação e intercedeu, de forma privada e pessoal, junto do ditador Jorge Rafael Videla: a sua intercessão poderia ter contribuído para a posterior libertação destes sacerdotes. Ele também relatou que, em segredo, Bergoglio deu frequentemente abrigo a pessoas perseguidas pela ditadura em propriedades da Igreja, e houve uma vez que chegou mesmo a dar os seus próprios documentos de identidade a um homem que se parecia com ele, para que pudesse fugir da Argentina.
Também o vencedor do Prêmio Nobel da Paz de 1980, o argentino Adolfo Pérez Esquivel, refutou todas as acusações referentes ao Papa Francisco. Esquivel, perseguido pela ditadura, afirmou que alguns bispos foram cúmplices do regime, mas não foi o caso de Bergoglio. A argentina Graciela Fernández Meijide, membro da organização não governamental "Assembleia Permanente para os Direitos Humanos" (APDH) e ex-membro da Comissão Nacional sobre o Desaparecimento de Pessoas (CONADEP), também declarou que não há provas que ligam Bergoglio com a ditadura. Numa entrevista ao Clarín (15 de Março de 2013), ela afirmou que "não há informação e a Justiça não conseguiu provar [esta ligação]. Eu estava na APDH durante todos os anos da ditadura e recebi centenas de depoimentos. Bergoglio nunca foi mencionado. Aconteceu o mesmo na CONADEP. Ninguém falou dele nem como instigador nem como nada".
O ex-promotor argentino Julio César Strassera, que ganhou notoriedade por seu trabalho de investigação e acusação no histórico julgamento das juntas militares, afirmou também que é "uma canalhice" vincular o Papa Francisco com a última ditadura argentina (1976-1983). "Tudo isto é uma canalhice, absolutamente falso, em todo o julgamento não houve uma só menção a (Jorge) Bergoglio", declarou Strassera a "Rádio Mitre", em referência ao julgamento das juntas militares no qual atuou como promotor em 1985. Após a eleição de Bergoglio como Papa, organizações de direitos humanos denunciaram o papel da Igreja na ditadura e lembraram que o cardeal argentino depôs como testemunha em duas causas por delitos de lesa-humanidade. Para Strassera, estas acusações estão motivadas, porque nem a presidente argentina, Cristina Kirchner, nem os seus partidários "podem suportar que alguém a quem desprezaram antes esteja acima deles".
O jornalista italiano Nello Scavo relata em seu livro A lista de Bergoglio, como o jesuíta Bergoglio, no período da ditadura argentina (1976-1983), constituiu uma rede clandestina para proteger pessoas perseguidas e ajudá-las a fugir dos militares.
Nos seus últimos anos como arcebispo de Buenos Aires, a relação entre Bergoglio e os Kirchner se tornou ainda mais turbulenta com a aprovação das leis sobre o aborto e o casamento homossexual na Argentina. Após todas estas desavenças, o Papa recebeu em 18 de março de 2013 a presidente Cristina Kirchner para um almoço, em um gesto que o Vaticano considerou "de cortesia e afeto" para com a chefe de Estado e o povo argentino, e não uma visita formal ou de Estado.

### Proteção do meio ambiente
Na homilia da missa inaugural de seu pontificado, o Papa Francisco reiterou o exemplo de Francisco de Assis de respeitar todas as criaturas de Deus e o ambiente em que vivem. Na mesma ocasião, fez um apelo aos governantes e a todas as pessoas para que cuidem do meio ambiente. Em outras palavras: que se desenvolvam sem destruir o que é de Deus.
No dia 18 de junho de 2015, lançou a Encíclica Laudato si' sobre o cuidado com a casa comum, em que faz duras críticas à devastação ambiental, ao modelo de desenvolvimento vigente e à falta de responsabilidade com os mais pobres. Propõe uma Ecologia Integral e uma conversão e educação ecológicas.
Em junho de 2019, durante um congresso realizada no Vaticano com representantes do setor energético global, o Papa Francisco declarou que se está diante de uma emergência climática, e que é necessário agir para evitar que as gerações futuras sofram as consequências do aumento do aquecimento do planeta. Durante a reunião, foi assinado um termo de compromisso pelos CEO's das multinacionais, comprometendo-se a reduzir as emissões de carbono em suas corporações. Sobre a negligência aos alertas do mundo científico, o papa declarou:
Durante tempo demais, fracassamos coletivamente em ouvir os frutos das análises científicas, e as previsões apocalípticas não podem mais ser encaradas com ironia ou desdém.

### Abusos sexuais na Igreja Católica
Enquanto cardeal, em 2010 Bergoglio encomendou um estudo de mais de duas mil páginas que concluiu que o padre Julio César Grassi, um padre condenado por abuso sexual infantil, era inocente, que as suas vítimas estavam a mentir e que o caso contra ele nunca deveria ter ido a julgamento. Apesar do estudo, o Supremo Tribunal da Argentina manteve a condenação e a sentença de 15 anos de prisão contra Grassi em março de 2017. Francisco mais tarde admitiu que a Igreja "chegou tarde" ao lidar com casos de abuso sexual.
Em 5 de abril de 2013 o Papa Francisco, em audiência com o prefeito da Congregação para a Doutrina da Fé, arcebispo Gerhard Ludwig Müller (este também envolvido em casos de encobrimento), pediu que a congregação continue com a linha de ação delineada por Bento XVI, agindo de forma decisiva contra o abuso sexual de menores por membros da Igreja Católica, promovendo medidas para a proteção e ajuda às crianças que sofreram esse tipo de violência e auxiliando nos processos contra os culpados. O Papa argentino pediu o compromisso das Conferências Episcopais na formulação e aplicação das diretivas necessárias num "campo tão importante para o testemunho da Igreja e a sua credibilidade".
Seguindo essa linha de conduta, o Papa assinou em 11 de julho de 2013 um decreto de Motu proprio, reformando o código penal do Vaticano e tornando mais rígidas as sanções para este e outros tipos de crime.
Em 22 de março de 2014, nomeou os oito primeiros integrantes da "Comissão Pontifícia de Proteção às Crianças", órgão instituído por ele em 2013 para combater mundialmente os abusos sexuais de menores na Igreja Católica. O grupo tem como objetivos, preparar o estatuto da comissão, informar a situação das crianças que sofreram abuso em todos os países, propor medidas e nomes, tanto de laicos quanto religiosos, para implantar novas iniciativas de combate aos abusos sexuais de menores na Igreja Católica, criar códigos de conduta e avaliações psiquiátricas para o ministério sacerdotal, além de implementar políticas que protejam os menores de idade e colaborar com as autoridades civis nas investigações de possíveis crimes. Integram a comissão, entre outros, Marie Collins, uma irlandesa vítima de abuso sexual por um padre, Peter Saunders, a psicóloga e psiquiatra francesa Catherine Bonnet, o cardeal norte-americano Sean Patrick O'Malley, defensor das vítimas norte-americanas, e o jesuíta alemão Hans Zollner, decano da faculdade de psicologia da Universidade Gregoriana, com sede em Roma.
Em abril de 2014, o Papa pediu perdão pelos casos de pedofilia e abusos sexuais cometidos por sacerdotes da Igreja Católica.
Em uma decisão inédita na história da Igreja Católica, em setembro de 2014 o Papa Francisco ordenou pessoalmente a prisão do ex-arcebispo e ex-embaixador da Santa Sé, o polonês Józef Wesolowski acusado de abusos sexuais durante o período de 2008 a 2013, quando era representante diplomático da Igreja Católica na República Dominicana.
Em 2015, Francisco foi criticado por apoiar o bispo chileno Juan Barros Madrid, acusado de encobrir crimes sexuais cometidos contra menores pelo padre Fernando Karadima. Em 2018, Francisco reconheceu que havia cometido "graves erros" no julgamento sobre Barros, pediu desculpas às vítimas e iniciou uma investigação do Vaticano que resultou na renúncia de Barros e de outros dois bispos chilenos.
Em 2018, o arcebispo Carlo Maria Viganò publicou uma carta aberta denunciando o tratamento por Francisco das alegações de abuso sexual contra Theodore Edgar McCarrick, acusando-o de saber das alegações de que McCarrick havia cometido abuso sexual e não ter tomado medidas. O arcebispo também dedica algumas páginas ao que ele alega ser uma "rede homossexual" na igreja, que ele culpa pela contínua crise de abuso sexual da igreja e encobrimento. Viganò pediu ao Papa que renunciasse.
Em maio de 2019, Francisco promulgou o motu proprio Vos estis lux mundi (Vós sois a Luz do Mundo), estabelecendo novas normas de procedimento para combater o abuso sexual e garantir que bispos e superiores religiosos sejam responsabilizados por suas ações. O documento exige que clérigos e irmãos e irmãs religiosos, incluindo bispos, em todo o mundo denunciem casos de abuso sexual e encobrimentos de abuso por seus superiores. Sob a nova orientação, todas as dioceses católicas em todo o mundo são obrigadas a estabelecer mecanismos através dos quais as pessoas possam apresentar denúncias de abuso ou o seu encobrimento até Junho de 2020.
A Rede de Sobreviventes de Abuso Sexual por Sacerdotes (Survivors Network of those Abused by Priests - SNAP), organização estadunidense sem fins lucrativos, de apoio às vítimas de abuso sexual do clero, elogiou alguns pontos positivos em Vos estis lux mundi, mas achou-o insuficiente. A organização notou que, embora essa nova lei obrigue padres e freiras a denunciar abusos, exige que o façam internamente, às próprias estruturas e escritórios da Igreja que recebem e encaminham alegações de abuso há anos. "Ficaríamos muito mais impressionados se essa nova lei exigisse que os oficiais da igreja se reportassem à polícia e aos promotores", disseram eles.
Em novembro de 2020, Francisco foi criticado por pedir ao cardeal inglês Vincent Nichols, líder da Igreja Católica na Inglaterra e País de Gales, que permanecesse em seu posto, apesar do relatório Investigação Independente sobre o Abuso Sexual Infantil (The Roman Catholic Church: Safeguarding in the Roman Catholic Church in England and Wales - Investigation Report-IICSA), publicado por uma comissão governamental britânica, que concluiu que a Igreja Católica britânica priorizou repetidamente sua reputação em relação ao bem-estar das vítimas de abuso sexual infantil e que a falha do Vaticano em cooperar com a investigação "passou do entendimento". Ainda segundo o relatório, "a negligência daquela Igreja em relação ao bem-estar físico, emocional e espiritual de crianças e jovens, em favor de proteger sua reputação, estava em conflito com sua missão de amor e cuidado pelos inocentes e vulneráveis".
O relatório criticou a liderança do cardeal Nichols, que apresentou sua renúncia em novembro de 2020 ao Vaticano, já que completaria 75 anos, como é a lei da Igreja quando os bispos atingem essa idade. No entanto, o papa Francisco não aceitou a renúncia e pediu para que ele permanecesse no cargo. Segundo o relatório, o cardeal Nichols se desculpou pelas ações da Igreja em seu depoimento, mas "nem sempre exerceu a liderança esperada e não reconheceu qualquer responsabilidade pessoal de liderar ou influenciar a mudança".

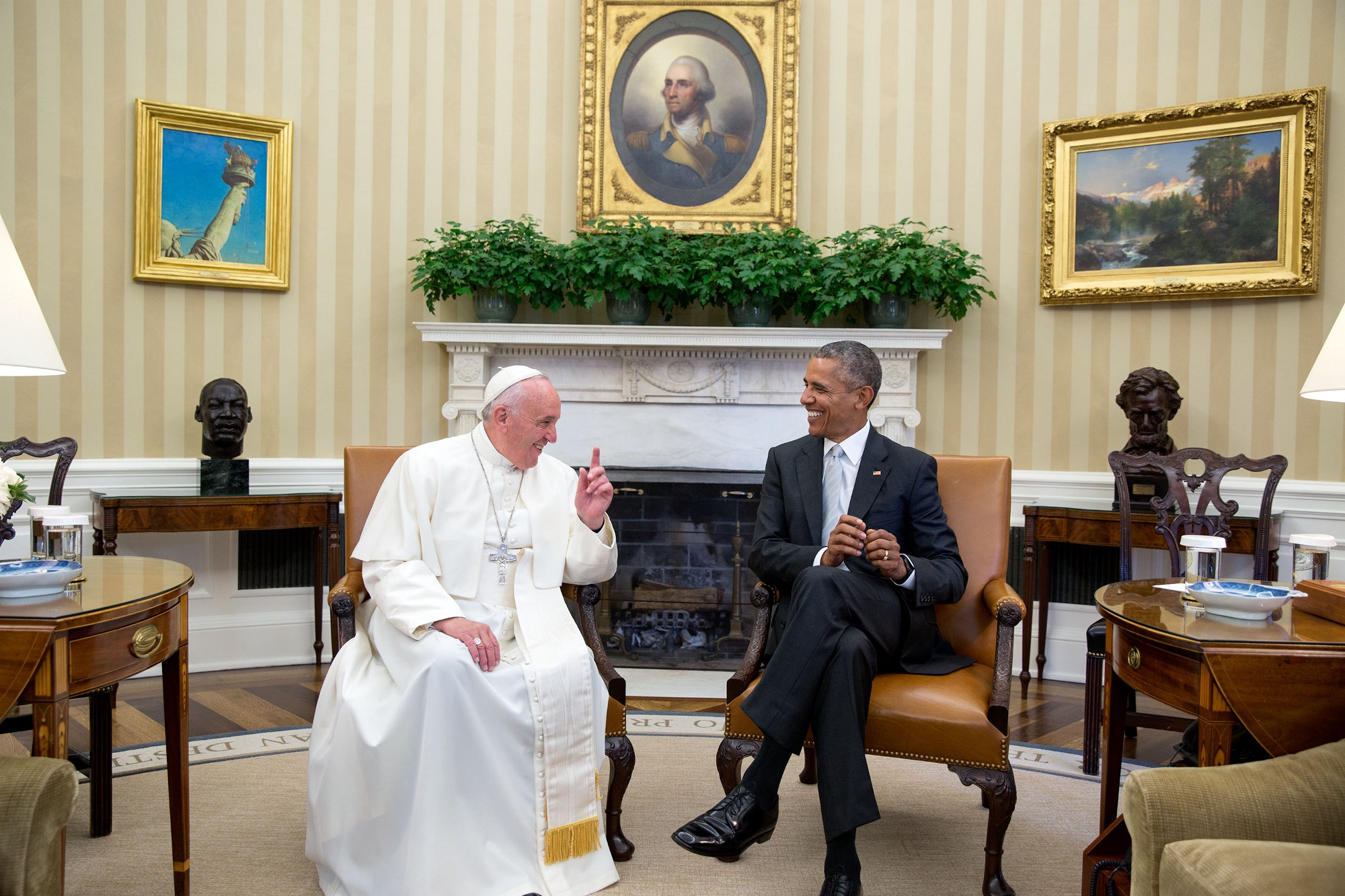
Papa Francisco e Barack Obama no Salão Oval

O documento promulgado por Francisco em maio de 2019, estabelecendo novas leis do Vaticano sobre como o clero católico em todo o mundo deveria lidar com casos relatados de abuso sexual, foi atualizado quatro anos depois. Em 25 de março de 2023 o documento revisado foi divulgado pelo Vaticano. Entre as novas orientações, o documento amplia a responsabilidade também dos líderes leigos, que são pessoas que não são membros do clero, mas participam das atividades eclesiais, e que fazem parte de associações aprovadas pelo Vaticano, caso venham a encobrir abusos sexuais. As normas aplicavam-se anteriormente apenas aos bispos e superiores religiosos. A definição de "vítima de abuso" também foi alterada. As vítimas, que antes eram definidas como "menores e pessoas vulneráveis", passaram a ser definidas como "menores, ou pessoas que habitualmente têm um uso imperfeito da razão, ou adultos vulneráveis".

### Predomínio do culto às riquezas na sociedade
Em discurso na apresentação das cartas credenciais de embaixadores na Santa Sé em 16 de maio de 2013, o Papa fez menção que a solidariedade é o verdadeiro tesouro do homem e que o culto ao dinheiro produz desigualdades e injustiças contra corações e contra povos. Citando São João Crisóstomo, exortou a solidariedade desinteressada:

O dinheiro deve servir e não governar!
Citou ainda as causas e consequências éticas da chamada crise econômica mundial:

Criámos novos ídolos. A adoração do antigo bezerro de ouro encontrou uma nova e cruel versão na idolatria do dinheiro e na ditadura de uma economia realmente sem fisionomia nem finalidade humanas(...) E porque não dirigirem-se a Deus para que lhes inspire os seus desígnios!? Formar-se-á então uma nova mentalidade política e económica, que contribuirá para transformar a profunda dicotomia entre as esferas económica e social numa sã convivência.

### Banco do Vaticano
Antes mesmo da entronização do papa Francisco em março de 2013, o Deutsche Bank, que geria os pagamentos eletrônicos no Vaticano, desativou em 1 de janeiro de 2013 todos os seus terminais eletrônicos, por ordem do Banco da Itália. O motivo foi a Santa Sé não satisfazer ainda os padrões internacionais exigidos contra a lavagem de dinheiro. A situação foi resolvida em 12 de fevereiro, com a contratação do Aduno Group, uma empresa suíça, que assumiu a operação dos terminais, "contornando perfeitamente as pressões regulatórias italianas e da UE".
No início de seu pontificado, o papa Francisco nomeou uma comissão com o objetivo de aconselhá-lo para uma reforma financeira no oficialmente chamado Instituto para as Obras de Religião (IOR), conhecido como Banco do Vaticano, uma das instituições mais polêmicas da Igreja, sendo ligada a escândalos de corrupção e lavagem de dinheiro. A intenção do papa com a comissão, formada por quatro prelados e uma leiga, Mary Ann Glendon, especialista em direito, foi conciliar as atividades do IOR com a Igreja Católica. Nas palavras do papa Francisco, a mensagem espiritual da Igreja não seria credível, a menos que as suas finanças estivessem em ordem.
Em seguida, ele reforçou as organizações já existentes e trouxe cinco consultorias de gestão de topo para escrutinar cada aspecto das operações do Vaticano. E em 24 de junho de 2013, quatro dias antes da prisão de Nunzio Scarano, Francisco criou uma Comissão Especial de Referência sobre a IOR (a CRIOR) para a qual convidou um grupo de pessoas de fora do Vaticano. A comissão iria estudar o que deveria ser feito com o IOR, incluindo até a hipótese de encerramento.
Em julho, criou um segundo grupo não eclesial, de peritos financeiros para analisar as finanças e a carteira econômica do Estado do Vaticano e da Santa Sé — a Comissão de Referência sobre a Estrutura Econômico-Administrativa da Santa Sé (a COSEA). Também a esta comissão foi determinado que deveria começar a partir do zero, e decidir que reformas estruturais fundamentais eram necessárias. O papa reforçou ainda os poderes de supervisão do organismo fiscalizador das finanças do Vaticano, a Autoridade de Supervisão e Informação Financeira (ASIF ou AIF).
Em outubro de 2013, o IOR publicou um relatório anual, o primeiro da sua história.
Em 24 de fevereiro de 2014, o papa criou um novo dicastério, a Secretaria para a Economia, liderada por George Pell, cardeal australiano que tinha organizado as contas da igreja em Sydney durante o seu tempo como arcebispo na cidade. A escolha foi apontada como má por muitos críticos, desde logo pelo envolvimento de Pell nos casos de indiferença e inércia em relação aos abusos sexuais de clérigos na Austrália. Pell fora escolhido para sanear as finanças do Vaticano, mas só em seis meses gastou um total de meio milhão de euros — desde voos de primeira classe, roupas sob medida, computadores, salários exorbitantes, caro mobiliário, até um lava-louça de 4 600 euros.
Milhares de contas foram examinadas uma a uma, e várias milhares fechadas — a fim de cumprir os padrões internacionais. No fim de 2014, Pell anunciou que tinha encontrado "centenas de milhões de euros" escondidos em contas particulares que não apareciam no balanço.

### Desperdício de comida e fome no mundo
Durante uma audiência semanal na Praça de São Pedro, Francisco criticou diretamente quem desperdiça alimentos e contribui para a desigualdade no mundo:
Deus confiou ao homem e à mulher o cultivo e o cuidado da Terra, para que todos pudessem morar nela, mas o egoísmo e a cultura do desperdício levaram ao descarte das pessoas mais fracas e necessitadas. Mais ainda, em muitas partes do mundo, apesar da fome e da desnutrição existentes, muitos alimentos são desperdiçados.
O Papa salientou que a comida jogada fora é como que roubada dos que não podem tê-la, é como tirar da mesa dos pobres; e dar mais atenção ao dinheiro que à vida humana indefesa é indignante:
Os alimentos jogados no lixo são alimentos roubados da mesa do pobre, de quem tem fome. A ecologia humana e a ecologia ambiental são inseparáveis,(...) vemos agora a crise no meio ambiente, mas a vemos, sobretudo, no homem. A pessoa humana está hoje em perigo! (...) Na cultura do desperdício, se morrem homens e crianças não é notícia; mas se a bolsa cai é uma tragédia. (...) Acaba-se por descartar as pessoas. Deixa-se de respeitar a vida, sobretudo se é pobre ou incapacitada, ou se ainda não é útil, como a criança que vai nascer, ou se não serve mais, como o idoso.
E aos membros da FAO o Papa disse sobre possíveis soluções para o problema da fome:
Sabe-se que a produção é suficiente e mesmo assim existem milhões de pessoas que sofrem e morrem de fome: isto constitui um verdadeiro escândalo. É necessário encontrar modos para que todos possam beneficiar dos frutos da terra, não só para evitar que aumente o abismo entre quem mais tem e quem deve se contentar com as migalhas, mas sobretudo por uma exigência de justiça e de equidade e de respeito por cada ser humano.
Algo mais pode e deve ser feito a fim de fornecer um novo estímulo à atividade internacional em nome dos pobres, inspirado por algo mais do que mera boa vontade ou, ainda pior, as promessas que muitas vezes não têm sido mantidas. Nem pode a atual crise global continuar a ser usada como um álibi.

### Teologia da Libertação
Rachel Donadio do New York Times escreveu na edição de 25 de maio de 2013, que os discursos de Francisco descrevem claramente os temas da Teologia da Libertação, um movimento que busca usar os ensinamentos do Evangelho para ajudar a libertar as pessoas da pobreza e que tem sido particularmente forte em sua terra natal, a América Latina. (...) Mas segundo Federico Lombardi, porta-voz do Vaticano, está claro que o papa sempre foi contra a Teologia da Libertação, pela ideologia marxista do movimento.
Segundo o jornalista investigativo Robert Parry, do Consortium News, o papa Francisco não é tão favorável à TL: "O novo papa não foi confortável com a Teologia da Libertação. É possível falar em nome dos pobres, sem apoio às verdadeiras mudanças fundamentais que estão presentes com a teologia da libertação", e que a abordagem dele se encaixa com a atitude da Igreja ao longo dos séculos quanto aos pobres.
Escrevendo na revista Tikkun, o autor Matthew Fox afirma sobre Bergoglio: "Este papa opôs-se à teologia da libertação e às comunidades de base na América Latina, sendo que a teologia da Igreja de base que levou a sério o ensinamento do Concílio Vaticano II que a Igreja é "o povo" e não a hierarquia. Muitos heróis desse movimento foram mortos e torturados em todo América Latina, Oscar Romero sendo o mais visível. Bergoglio em nenhum lugar foi visto junto com eles. Muito pelo contrário, ele lutou contra a teologia da libertação com unhas e dentes como chefe da conferência dos bispos e ele era um instigador eficaz, com atitudes papais nesse sentido (a CIA, sob o comando de Reagan estava ligada com o Papa João Paulo II para eliminar a teologia da libertação, como eu provo em meu livro, Guerra do Papa)".
De acordo com Sandro Magister, o papa Francisco está mais preocupado com militantes do secularismo do que com a teologia da libertação. Magister afirma que Francisco se preocupa com a disseminação global de conceitos, incluindo legalização do aborto e casamento gay, que Francisco vê como o trabalho do anticristo. Magister afirma que os objetivos da teologia da libertação são menos importantes para o Papa que lutar contra secularismo.
Leonardo Boff, um dos mais proeminentes teólogos da Teologia da Libertação, mostra certa admiração em seu comentário ao papa Francisco: "O papa Francisco tem tanto o vigor como a ternura que precisamos para criar um novo mundo espiritual". E diz ainda que trabalham juntos para apoiar causas universais, como os direitos humanos, a partir da perspectiva dos pobres, o destino da humanidade que sofre, os serviços para as pessoas que vivem marginalizadas.

### Celibato dos padres
O jornalista Tracy Connor da NBC escreveu que o papa Francisco, em entrevista em 2012, comentou que pode haver mudanças nas leis do celibato. O celibato "é uma questão de disciplina, não de fé. No momento, eu sou a favor de manter o celibato, com todos os seus prós e contras, porque temos dez séculos de boas experiências ao invés de falhas.[...] A tradição tem peso e validade ". Ele observou que "nos bizantinos, ucranianos, russos e greco-católicos[...] os padres podem ser casados, mas os bispos têm que ser celibatários". Se, hipoteticamente, o catolicismo oriental fosse rever a questão do celibato, eu acho que iria fazê-lo por razões culturais (como no ocidente), não tanto como uma opção universal". Enfatizou ainda que, entretanto, a regra deve ser rigorosamente respeitada, e qualquer sacerdote que não possa obedecê-la "tem de deixar o ministério".
Em 26 de maio de 2014, no retorno de sua viagem à Terra Santa, Francisco deu declarações de que "a porta sempre está aberta".
A Igreja católica tem padres casados. Católicos gregos, católicos coptas, existem no rito oriental. Por que não é um debate sobre um dogma, mas sobre uma regra de vida que eu aprecio muito e que é um dom para a Igreja. Por não ser um dogma da fé, a porta sempre está aberta.

### Participação da mulher na Igreja
Francisco falou sobre a importância fundamental das mulheres na Igreja Católica, salientando que elas têm um papel especial na divulgação da fé, e que foram as primeiras testemunhas da ressurreição de Cristo.
Somente homens são lembrados como testemunhas da ressurreição, os Apóstolos, mas não as mulheres. Isso porque, de acordo com a lei judaica da época, as mulheres e as crianças não eram consideradas confiáveis, testemunhas credíveis. Nos evangelhos, entretanto, as mulheres têm um papel fundamental primário. (...) As primeiras testemunhas (...) Isso é muito bonito, e essa é a missão das mulheres, das mães e das avós, para dar testemunho a seus filhos e netos que Cristo ressuscitou! Mães, adiante com este testemunho! O seu testemunho também nos leva a refletir sobre a forma como, na Igreja e no caminho da fé, as mulheres tiveram e ainda têm um papel especial na abertura de portas para o Senhor.
Quanto à possível ordenação de mulheres, o Papa confirmou em 2013, por ocasião de uma entrevista durante o voo de retorno à Itália, depois da XXVIII Jornada Mundial da Juventude, a posição definitiva da Igreja Católica, negando esta possibilidade, como já havia declarado pela última vez o então papa São João Paulo II na Carta Apostólica Ordinatio Sacerdotalis, publicada em maio de 1994:
E, quanto à ordenação das mulheres, a Igreja falou e disse: «Não». Disse isso João Paulo II, mas com uma formulação definitiva. Aquela porta está fechada. Mas, a propósito disso, eu quero dizer-lhe uma coisa. Eu já disse isso, mas repito. Nossa Senhora, Maria, era mais importante que os Apóstolos, os bispos, os diáconos e os presbíteros. A mulher, na Igreja, é mais importantes que os bispos e os presbíteros; o como é que devemos procurar explicitar melhor, porque eu acho que falta uma explicação teológica disso.
Tal posição também havia sido confirmada em outubro de 1995, pelo então prefeito da Congregação para a Doutrina da Fé, cardeal Joseph Ratzinger.

### Pandemia de COVID-19
No dia 7 de março de 2020, diante da pandemia de COVID-19 na Europa o Papa Francisco precisou alterar sua rotina no Vaticano. Um comunicado oficial anunciou que o pontífice cancelou todas as aparições públicas por tempo indeterminado. Pela primeira vez na história, Francisco realizou sua missa dominical através de vídeo e streaming, e não em público.
Em 13 de março, o papa Francisco afirmou que as medidas "draconianas" contra o novo coronavírus "nem sempre são boas" e pediu a bispos e padres que não deixem os fiéis sozinhos durante a pandemia, contra a qual vários países decretaram medidas severas.
No dia 27 de março, realizou a bênção extraordinária Urbi et Orbi, geralmente feita apenas no Natal e na Páscoa, para apelar pelo fim da pandemia de COVID-19 do vírus SARS-CoV-2.
Em 5 de abril de 2020, celebrou a missa de Domingo de Ramos com basílica sem fiéis, diante da Pandemia de COVID-19 na Itália. Durante a homilia, pediu para que, nesses dias de Semana Santa em casa, "não pensemos só naquilo que nos falta; pensemos no bem que podemos fazer". "O drama que estamos passando obriga-nos a levar a sério o que conta, a não nos perdermos em coisas insignificantes". "Porque a vida é medida a partir do amor. Em casa, nesses dias sagrados, vamos apresentar-nos diante de Jesus crucificado, que é a medida do amor que Deus tem por nós", afirmou Francisco durante a homilia. No dia 9 de abril, na missa da quinta-feira santa, não houve o tradicional lava pés na Basilica de São Pedro.
No dia 20 de março de 2020, o Santo Padre pediu ao Dicasterio para o Serviço do Desenvolvimento Humano Integral (DSDHI) formar a Comissão Vaticana COVID-19 para propor possíveis respostas aos desafios socioeconômicos perante a pandemia de COVID-19.

### Invasão da Ucrânia pela Rússia em 2022
Após a Invasão da Ucrânia pela Rússia em 2022, o Papa Francisco visitou a embaixada russa junto à Santa Sé, o que foi considerado uma "atitude sem precedentes". Francisco telefonou ao presidente ucraniano Volodymyr Zelensky, manifestando o seu pesar, enquanto o Vaticano se esforçava por encontrar uma oportunidade para a negociação. A Santa Sé "fará tudo o que for possível para se colocar ao serviço desta paz", disse o papa enquanto anunciava o envio de dois cardeais com cargos de relevo, com ajuda à Ucrânia no início de março. Estes enviados especiais foram o Cardeal Konrad Krajewski, esmoler papal, e o Cardeal Michael Czerny, responsável pelo departamento vaticano que trata da migração, caridade, justiça e paz. Esta missão, que envolveu várias viagens, foi considerada uma ação muito incomum da diplomacia do Vaticano. Francisco consagrou a Rússia e a Ucrânia a 25 de março de 2022.

### Beatificação de Balduíno da Bélgica
Em 29 de setembro de 2024, o Papa Francisco anunciou durante a missa, no âmbito de uma visita oficial à Bélgica, após ter visitado no dia anterior a Cripta Real onde o rei Balduíno da Bélgica e a rainha consorte Fabíola da Bélgica estão sepultados, a sua intenção de dar início ao processo de beatificação do falecido monarca. A possível santidade do rei Balduíno tornou-se motivo de muita controvérsia e foi contestada, no entanto, pelo cardeal Fridolin Ambongo Besungu após o envolvimento de Balduíno com o assassinato do Primeiro-Ministro quinxassa-congolês Patrice Lumumba, em janeiro de 1961, e pelo colonialismo praticado durante seu governo no Congo Belga, conhecido pela "injustiça, opressão e exploração" e "perseguição ao livre pensamento" do povo quinxassa-congolês.

## Estilo pessoal

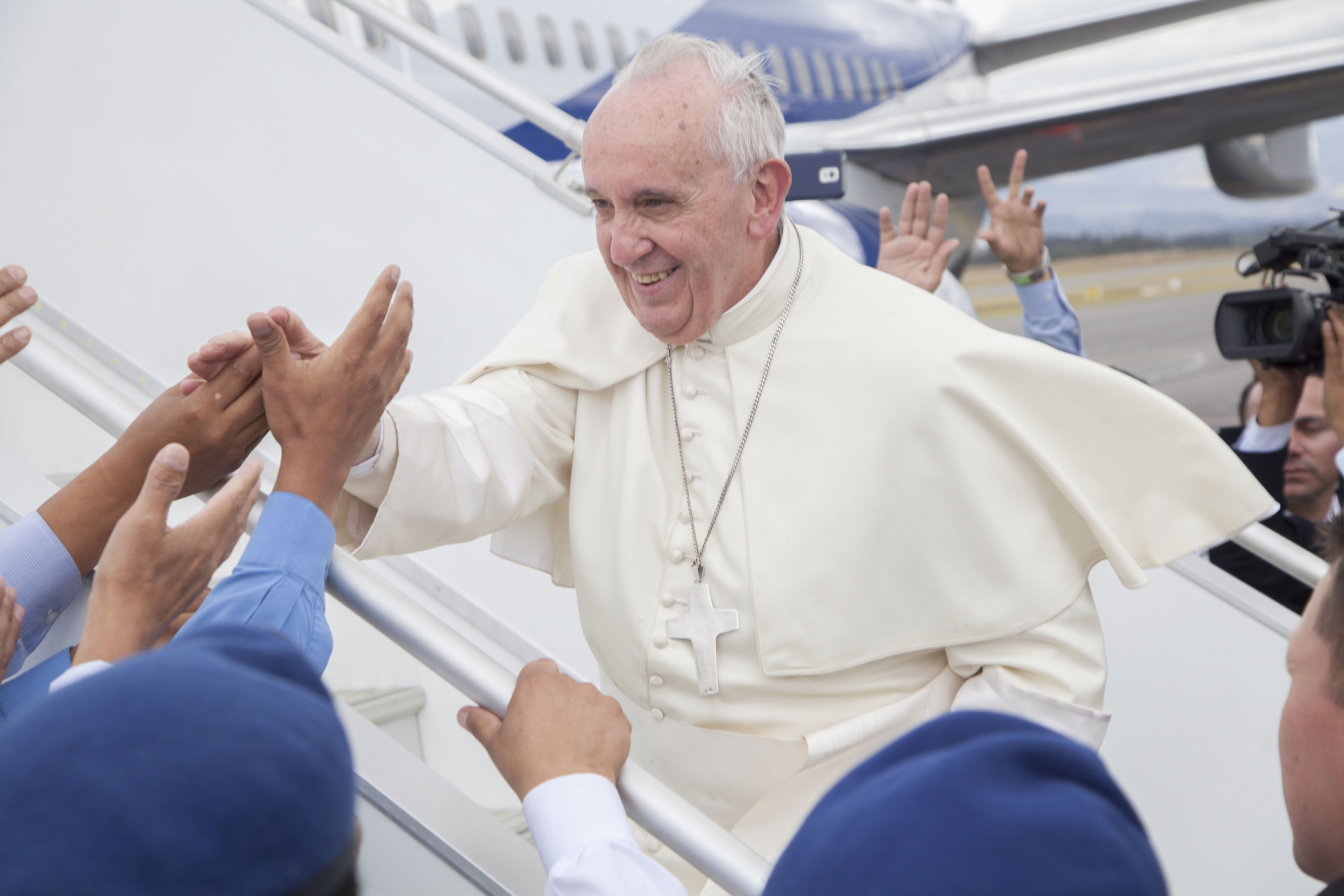
Francisco, o primeiro Papa do Novo Mundo, nascido e criado na Argentina

Sendo o Papa Francisco um jesuíta, membro de uma ordem religiosa onde se professam votos de pobreza, é conhecido por um estilo pessoal despojado e frugal de viver. Durante seus anos como cardeal em Buenos Aires, vivia num pequeno e austero quarto atrás da Catedral Metropolitana e usava normalmente apenas transporte público, como metrô e ônibus, para se locomover, além de cozinhar a própria comida.
Eleito papa, continuou a usar o crucifixo que usava enquanto cardeal que é de aço e não de ouro, como de costume com papas anteriores. Também optou por continuar a fazer uso de sapatos totalmente pretos, em vez dos tradicionais múleos, como fazia por exemplo, Bento XVI.
Mostrando desde o início do papado um estilo mais simples, coerente com a sua condição de jesuíta com votos de pobreza, Francisco dispensou a limusine blindada papal para comparecer a um primeiro encontro, na residência de Santa Marta, no dia seguinte de sua eleição, preferindo um veículo comum, e espantou a todos ao pagar pessoalmente a conta do hotel onde se hospedou para o Conclave, hotel este pertencente à própria Igreja Católica. Dias depois de eleito, surpreendeu o telefonista de uma ordem jesuíta em Roma, ao ligar pessoalmente querendo falar com um padre amigo e anunciando-se ao atendente - nunca outro Papa fez ligações telefônicas diretamente, sempre feitas por assessores ou por seu secretário - ouvindo de volta: "Você é o novo Papa? Ah sim, e eu sou Napoleão!". Na semana seguinte em que foi eleito, ele ligou direto do Vaticano para a banca da Praça de Maio, em Buenos Aires, onde comprava os seus jornais e revistas quando vivia na cidade, para cumprimentar o jornaleiro, seu amigo de muitos anos, e avisar que dificilmente voltariam a se ver. Nesta ocasião, ao ter sua chamada novamente confundida com um trote, foi chamado de "idiota".

## Obras
O registro de autoria de obras de pontífices são padronizados conforme regras do Código de Catalogação Anglo-Americano. Têm-se três entradas distintas, conforme a responsabilidade autoral:
- Francisco, papa, 1936
- Bergoglio, Jorge Mario, 1936
- Igreja Católica. Papa (2013 - Francisco)

### Publicações antes do pontificado
- Bergoglio, Jorge Mario (1982). Meditaciones para religiosos (em espanhol). Buenos Aires: Ediciones Diego de Torres. 311 páginas. OCLC 644781822
- Bergoglio, Jorge Mario (1987). Reflexiones espirituales sobre la vida apostólica (em espanhol). Buenos Aires: Ediciones Diego de Torres. 321 páginas. ISBN 9789509210073
- Bergoglio, Jorge Mario (1992). Reflexiones en esperanza (em espanhol). [S.l.]: Ediciones Universidad del Salvador. OCLC 36380521
- Jorge Mario Bergoglio; Papa João Paulo II, Fidel Castro (1998). Diálogos entre Juan Pablo II y Fidel Castro (em espanhol). Buenos Aires: Ciudad Argentina/Editorial de Ciencia y Cultura. ISBN 9789875070745
- Bergoglio, Jorge Mario (2003). Educar: exigencia y pasión. desafíos para educadores cristianos (em espanhol). Buenos Aires: Editorial Claretiana. 190 páginas. ISBN 9505124570
- Bergoglio, Jorge Mario (2004). Ponerse la patria al hombro. memoria y camino de esperanza (em espanhol). Buenos Aires: Editorial Claretiana. 80 páginas. ISBN 9789505125111
- Bergoglio, Jorge Mario (2005). La nación por construir. utopía, pensamiento y compromiso (em espanhol). Buenos Aires: Editorial Claretiana. 78 páginas. ISBN 9789505125463
- Bergoglio, Jorge Mario (2005). Corrupción y pecado subtítulo. algunas reflexiones en torno al tema de la corrupción (em espanhol). Buenos Aires: Editorial Claretiana. ISBN 9789505125722
- Bergoglio, Jorge Mario (2006). Sobre la acusación de sí mismo. [S.l.: s.n.]
- Bergoglio, Jorge Mario (2007). El verdadero poder es el servicio (em espanhol). Buenos Aires: Editorial Claretiana. 364 páginas. OCLC 688511686
- Jorge Mario Bergoglio; Sergio Rubin e Francesca Ambrogetti (entrevistadores) (2010). El jesuita. conversaciones con el cardenal Jorge Bergoglio, sj (em espanhol). Barcelona: Vergara, Grupo Zeta. 192 páginas. ISBN 9789501524505
- Jorge Mario Bergoglio; Abraham Skorka (2010). Sobre el cielo y la tierra (em espanhol). Buenos Aires: Editorial Sudamericana. ISBN 9789500732932
- Bergoglio, Jorge Mario (2011). Nosotros como ciudadanos, nosotros como pueblo. hacia un bicentenario en justicia y solidaridad (em espanhol). Buenos Aires: Editorial Claretiana. 89 páginas. ISBN 9789505127443
- Bergoglio, Jorge Mario (2012). Mente abierta, corazón creyente. [S.l.: s.n.]
- Jorge Mario Bergoglio;  et al. (2012). Dios en la ciudad: primer Congreso pastoral urbana región Buenos Aires (em espanhol). Buenos Aires: San Pablo. 248 páginas
- BERGOGLIO, Jorge Mario (1999–2013). «Homilías y mensajes» (em espanhol). Arzobispado de Buenos Aires

### Biografias
- Rubin, Sergio (2013). O Papa Francisco. Conversas Com Jorge Bergoglio. [S.l.]: Editora Verus. 200 páginas. ISBN 8576862727
- Jorge Mario Bergoglio; Sergio Rubin, Francesca Ambrogetti (entrevistadores) (2013). Papa Francisco. conversas com Jorge Bergoglio. Lisboa: Paulinas Editora. 216 páginas. ISBN 978-989-673-304-9
- Mello, Alexandre Awi (2014). Ela é a minha Mãe! - Encontros do Papa Francisco com Maria. [S.l.]: Loyola. 264 páginas. ISBN 9788515041404
- Pode me chamar de Francisco
- LEÓN, Pe. Alejandro. (2017). Papa Francisco e Dom Bosco. Brasília: Editora Edebê. 232 páginas. ISBN 9788-5553-6218-7.

### Efígie numismática
Ainda em 2013 o Vaticano cunhou a medalha oficial com a efígie do Papa no anverso e com o brasão papal sobreposto a arquitetura da Praça São Pedro.